# Sculpture française du XIXe siècle

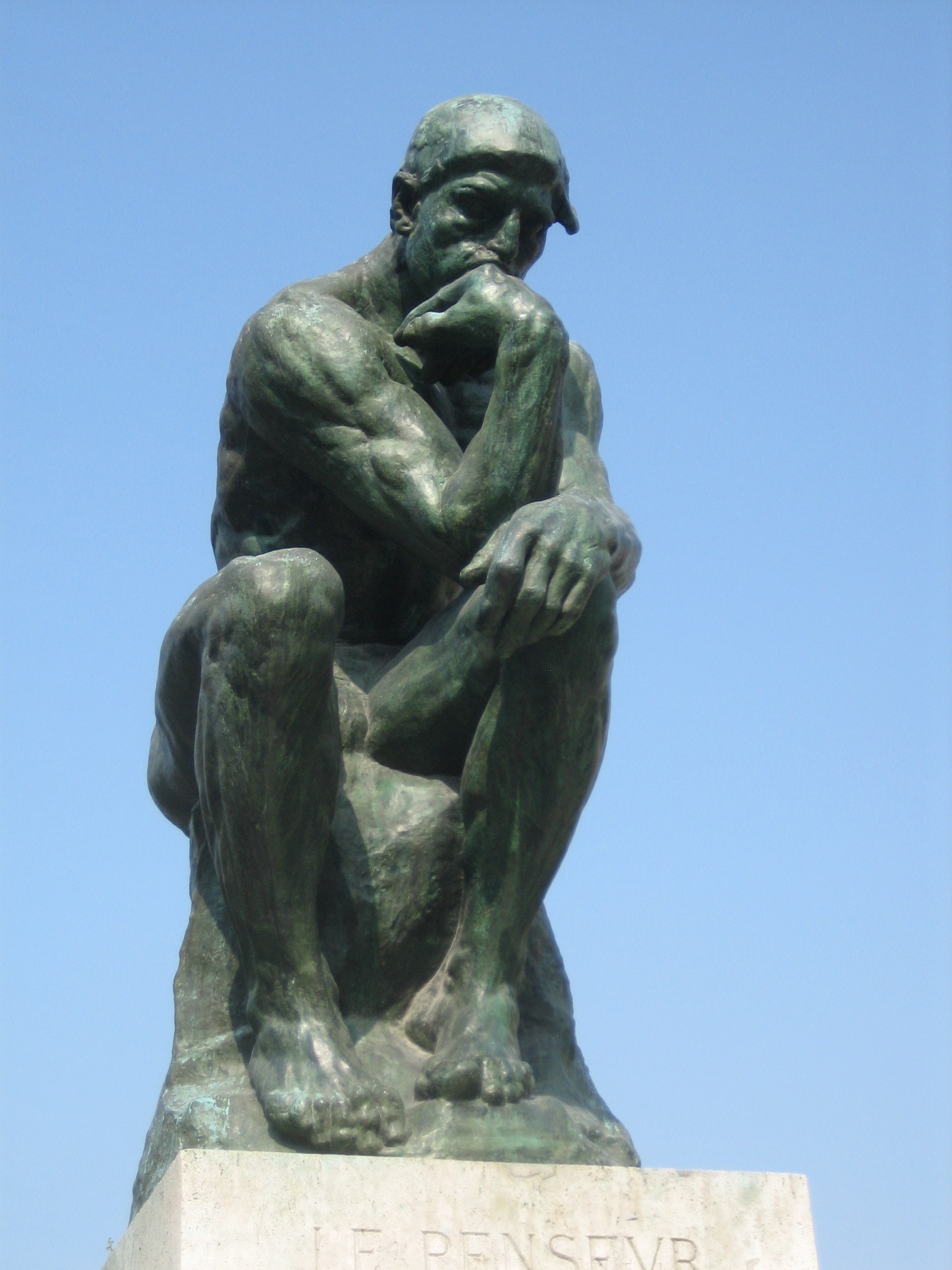
Auguste Rodin, Le Penseur (1882), une des œuvres emblématiques de la sculpture française du XIXe siècle.

La sculpture française du XIXe siècle représente la production sculpturale et statuaire en France entre 1801 et 1901. Elle est caractérisée par la diversité des courants et des styles, allant du néo-classicisme du début du siècle, à l'Art nouveau et au modernisme de la fin du siècle.
La sculpture française du XIXe siècle est marquée par une production très importante induite par les commandes officielles liées aux transformations urbaines et à la sécularisation de la vie publique : villes et gouvernements, en particulier avec Napoléon III et la Troisième République, rivalisent dans ce domaine. L'ascension d'une bourgeoisie fortunée participe aussi à la vogue de la statuaire avec les monuments funéraires privés et le goût pour les petites pièces de bronze dont les nombreux sculpteurs animaliers se font une spécialité. 
De grands artistes marquent le siècle comme François Rude, David d'Angers, James Pradier, Antoine-Louis Barye, Albert-Ernest Carrier-Belleuse, Jean-Baptiste Carpeaux, Auguste Bartholdi, Jules Dalou, Auguste Rodin et Camille Claudel.
Plusieurs peintres ont aussi pratiqué la sculpture, dont Honoré Daumier, Gustave Doré, Jean-Léon Gérôme, Edgar Degas et Paul Gauguin. Certaines sculptures de ce siècle ont fait scandale, lors de leurs expositions, Satyre et bacchante de Pradier en 1834, Tuerie d'Auguste Préault la même année, Femme piquée par un serpent d'Auguste Clésinger en 1847, Gorille enlevant une négresse d'Emmanuel Frémiet en 1859, La Danse de Carpeaux en 1869, la Petite Danseuse de quatorze ans de Degas en 1881, et le Monument à Balzac de Rodin en 1897.

## Périodes et styles

### Le néo-classicisme
Jean-Antoine Houdon dernier grand représentant de la sculpture du XVIIIe siècle, faisant la jonction entre classicisme et néo-classicisme, continue son activité jusqu'en 1814 en se consacrant principalement à des portraits en buste dont celui de l'empereur Napoléon Ier au musée des beaux-arts de Dijon. Au début du siècle, l'époque napoléonienne voit se consolider le néo-classicisme qu'influence l'Italien Antonio Canova. À cette période les principaux représentant sont Antoine-Denis Chaudet, Pierre Cartellier, François Joseph Bosio et Joseph Chinard. Ce courant s'exprime principalement avec les commandes officielles du régime napoléonien, dans les bas-reliefs, les bustes, les colonnes nationales et les arcs de triomphe. Il perdure après le Premier Empire avec James Pradier, sculpteur le plus en vogue sous la monarchie de juillet et qui, par son style empreint de sensualité et ses inspirations orientales, tente une synthèse entre classicisme et romantisme. Avec le néo-classicisme tardif, ce courant se prolonge jusqu'au second Empire, avec Eugène Guillaume, Pierre-Jules Cavelier et Gabriel-Jules Thomas. 

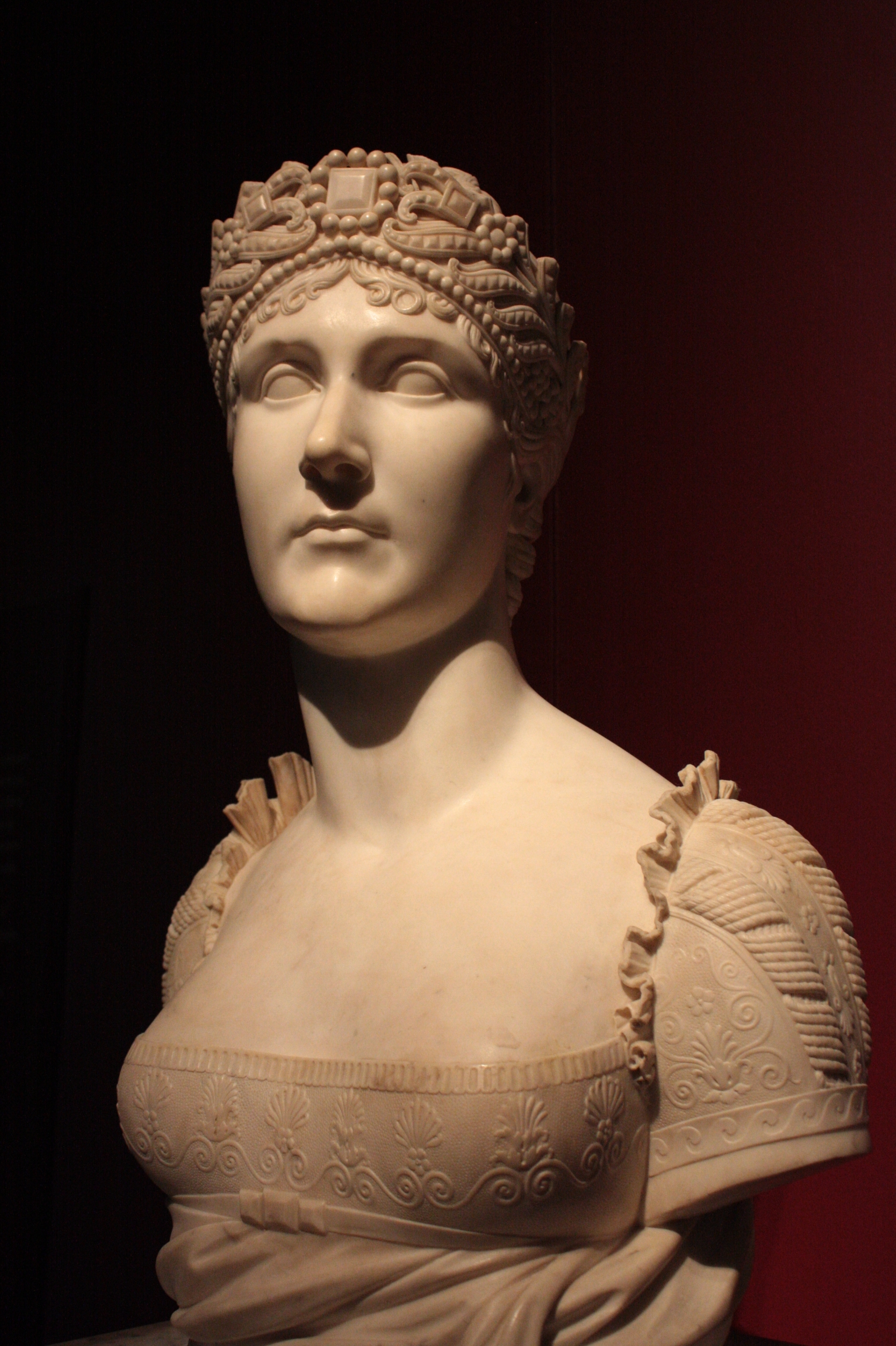
Joseph Chinard, L'Impératrice Joséphine (1808), Londres, Victoria and Albert Museum.
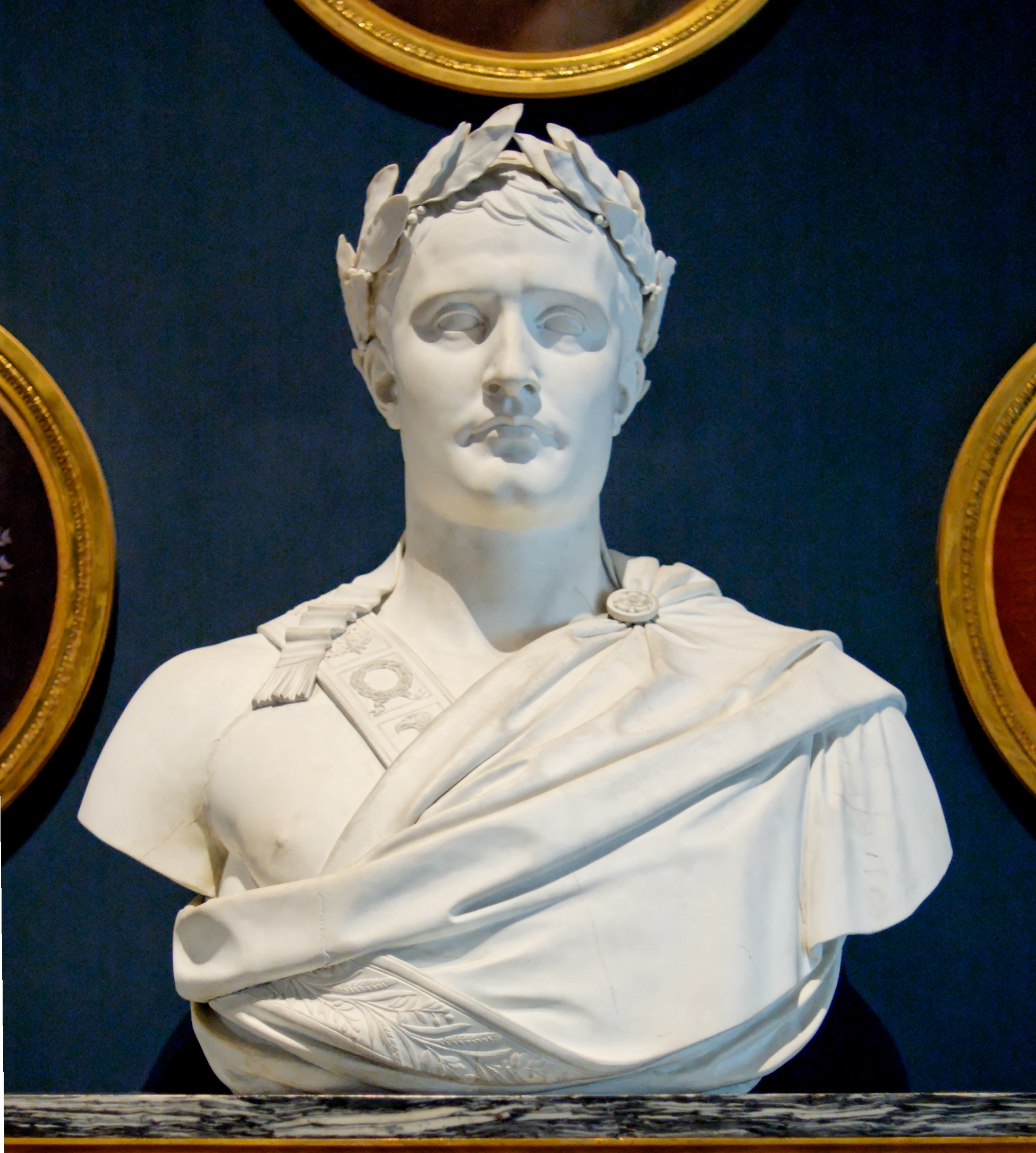
Antoine-Denis Chaudet, Buste de Napoléon 1er (1811), Paris, musée du Louvre.
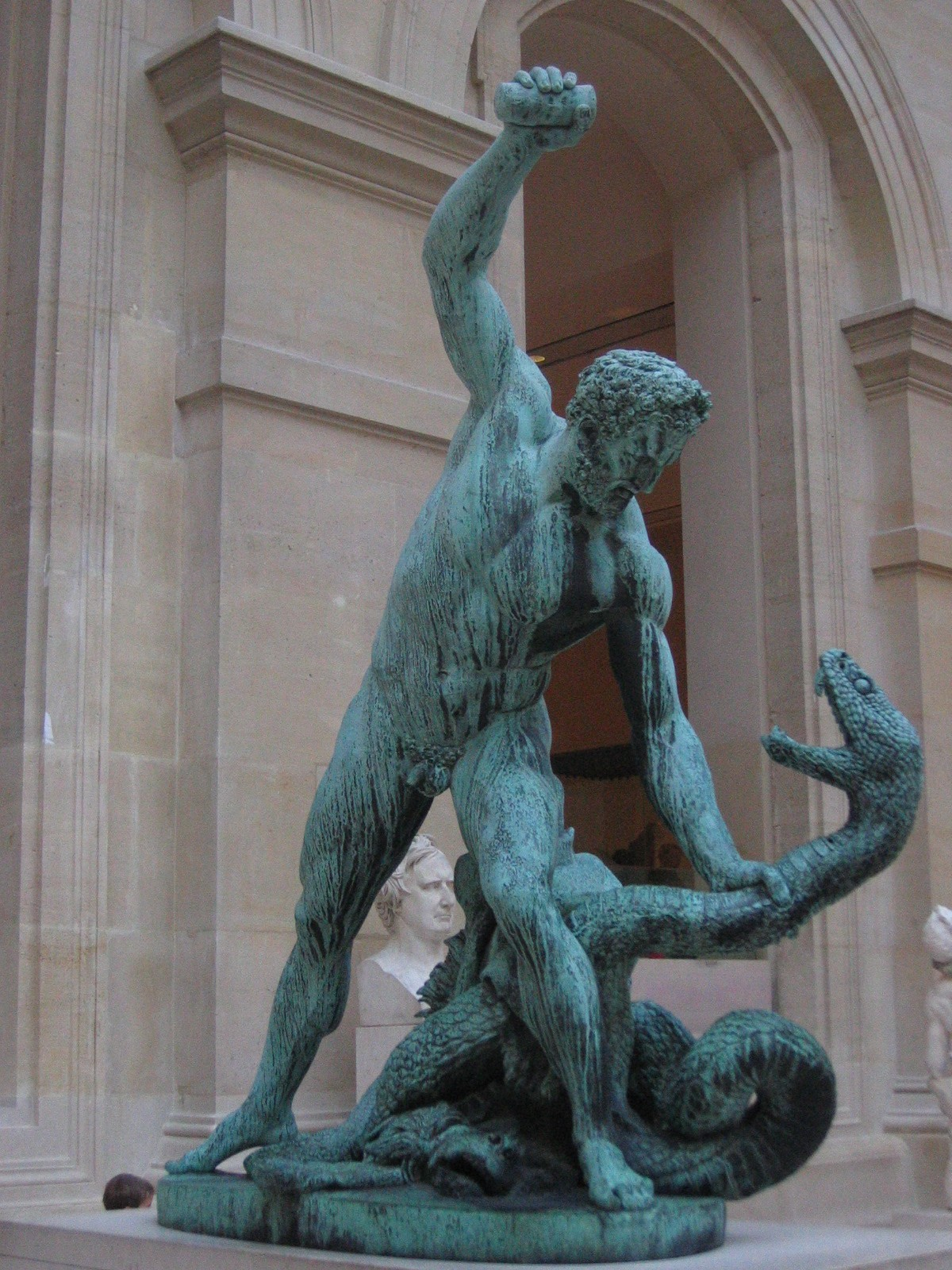
François Joseph Bosio, Hercule (1824), Paris, musée du Louvre.
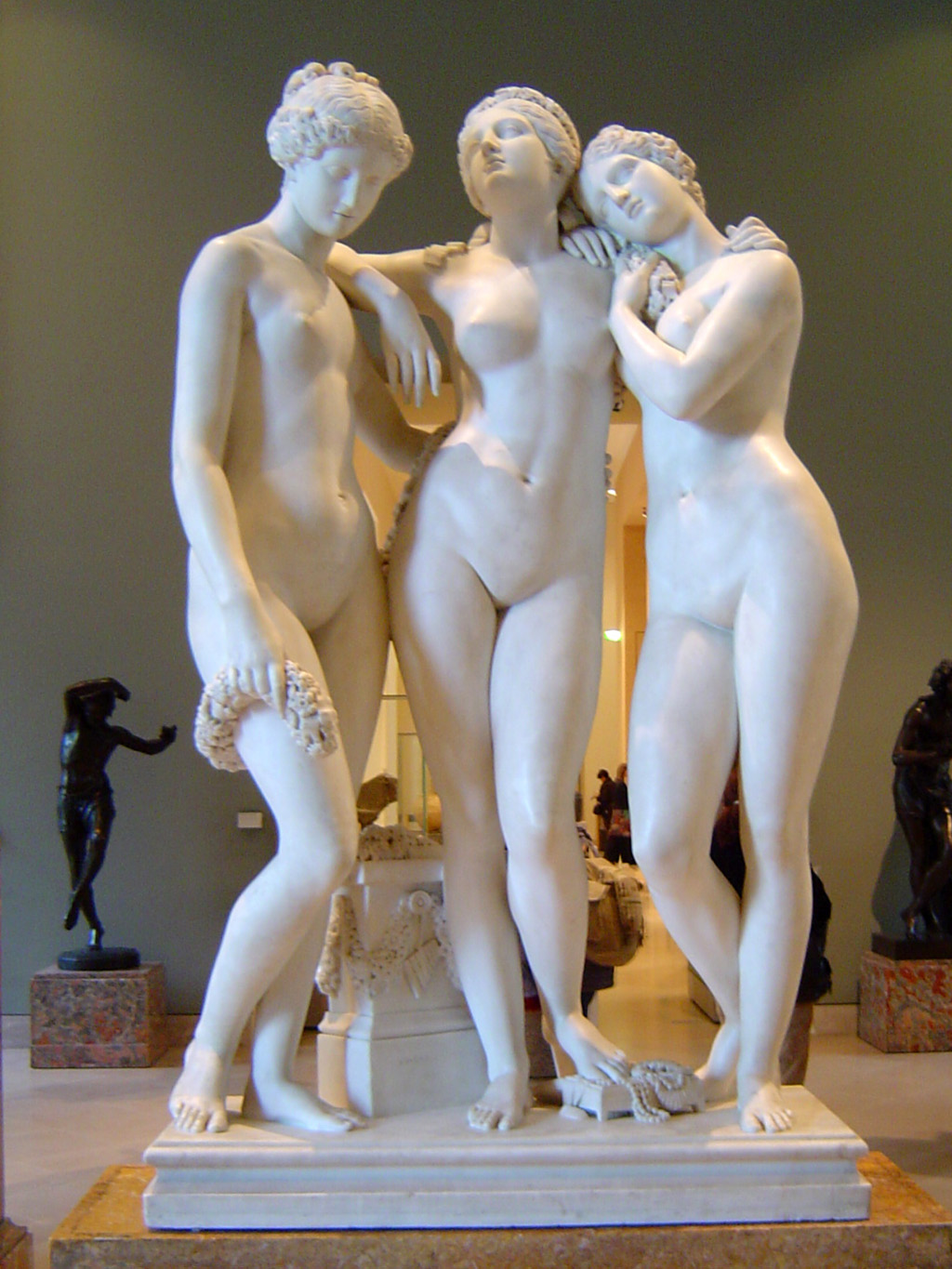
James Pradier, Les Trois Grâces (1831), Paris, musée du Louvre.
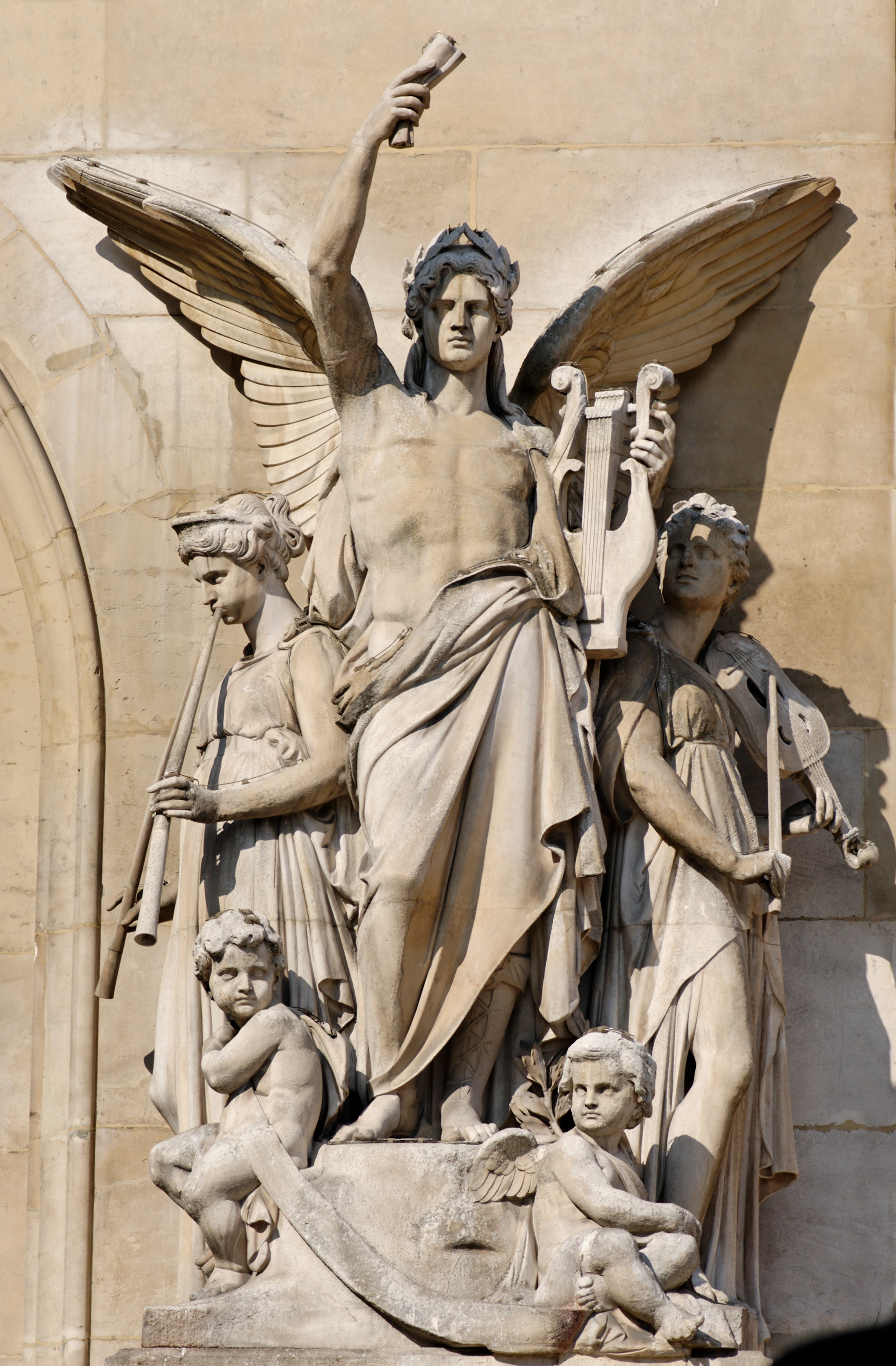
Eugène Guillaume, La Musique instrumentale (1874), Paris, opéra Garnier.

### La sculpture romantique
David d'Angers et François Rude sont les principaux représentants du romantisme en sculpture. Ce style se caractérise par son sens du mouvement et son impétuosité, illustrés par le célèbre haut-relief de l'Arc de Triomphe Le Départ des volontaires de 1792 (dit aussi la Marseillaise) élaboré par Rude de 1833 à 1836. David d'Angers va surtout se singulariser à travers ses portraits sculptés, 500 médaillons en bas-relief, et plusieurs bustes dont celui monumental de Goethe est représentatif. Antoine-Louis Barye dans ses sculptures animalières comme Le Lion écrasant un serpent, est comparable à Delacroix avec ses scènes de chasse. La sculpture romantique émerge véritablement au Salon de 1831, où est notamment exposé le Roland furieux de Jehan Duseigneur. Au Salon de 1834 Auguste Préault provoque un scandale artistique avec son bas-relief Tuerie.

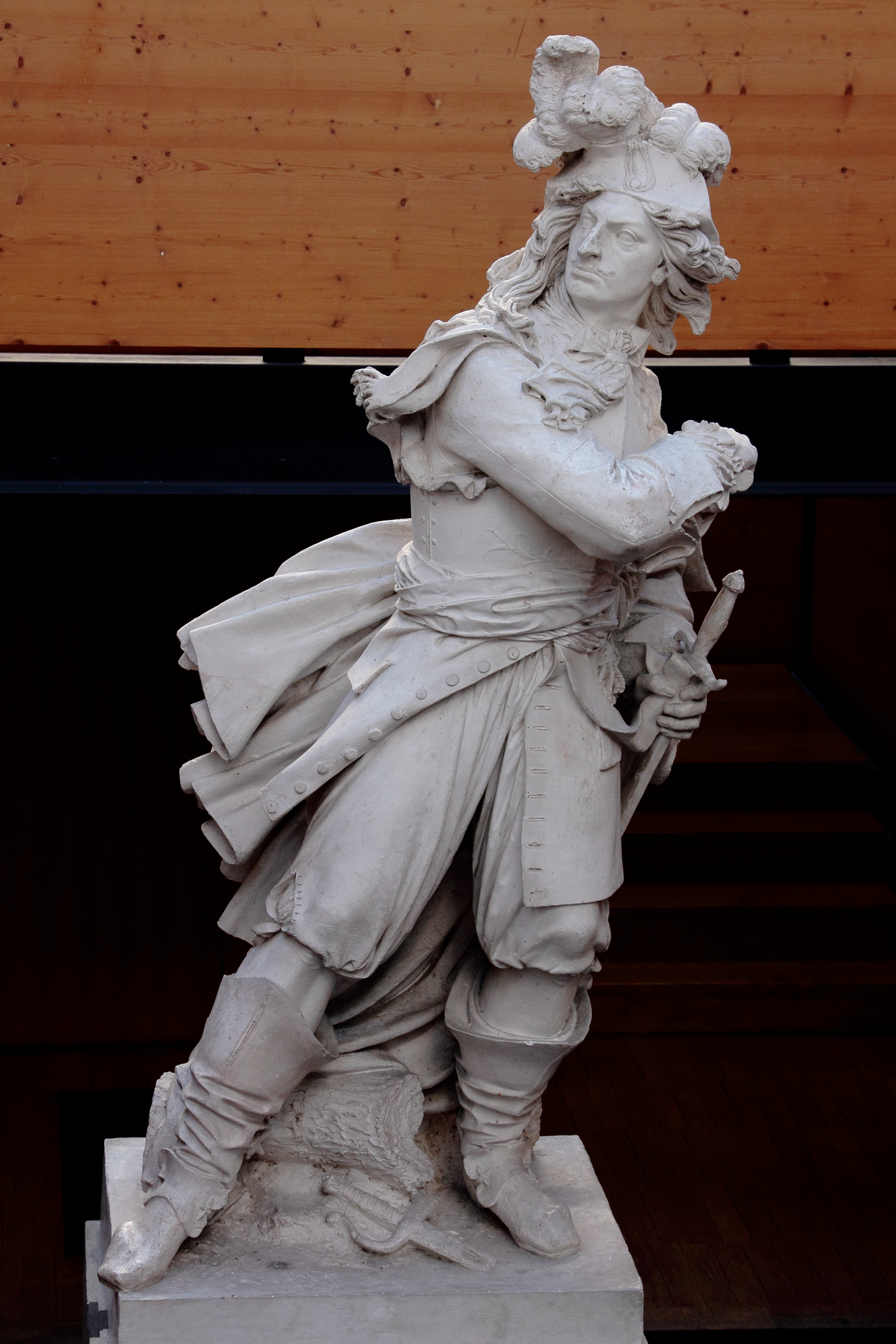
David d'Angers, Le Grand Condé (1817), Angers, galerie David d'Angers.
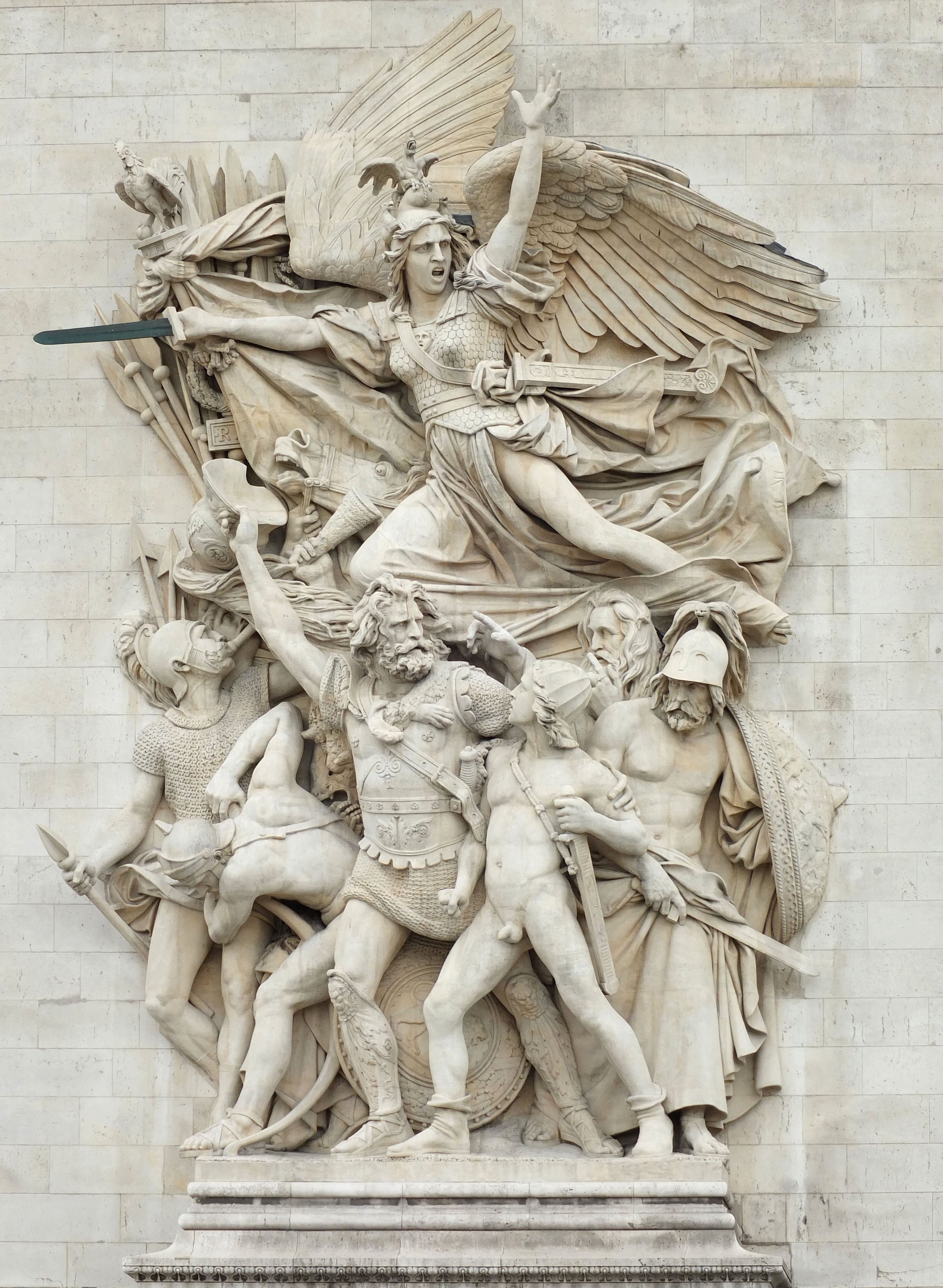
François Rude, Le Départ des volontaires de 1792 (1836), Paris, Arc de triomphe de l'Étoile.
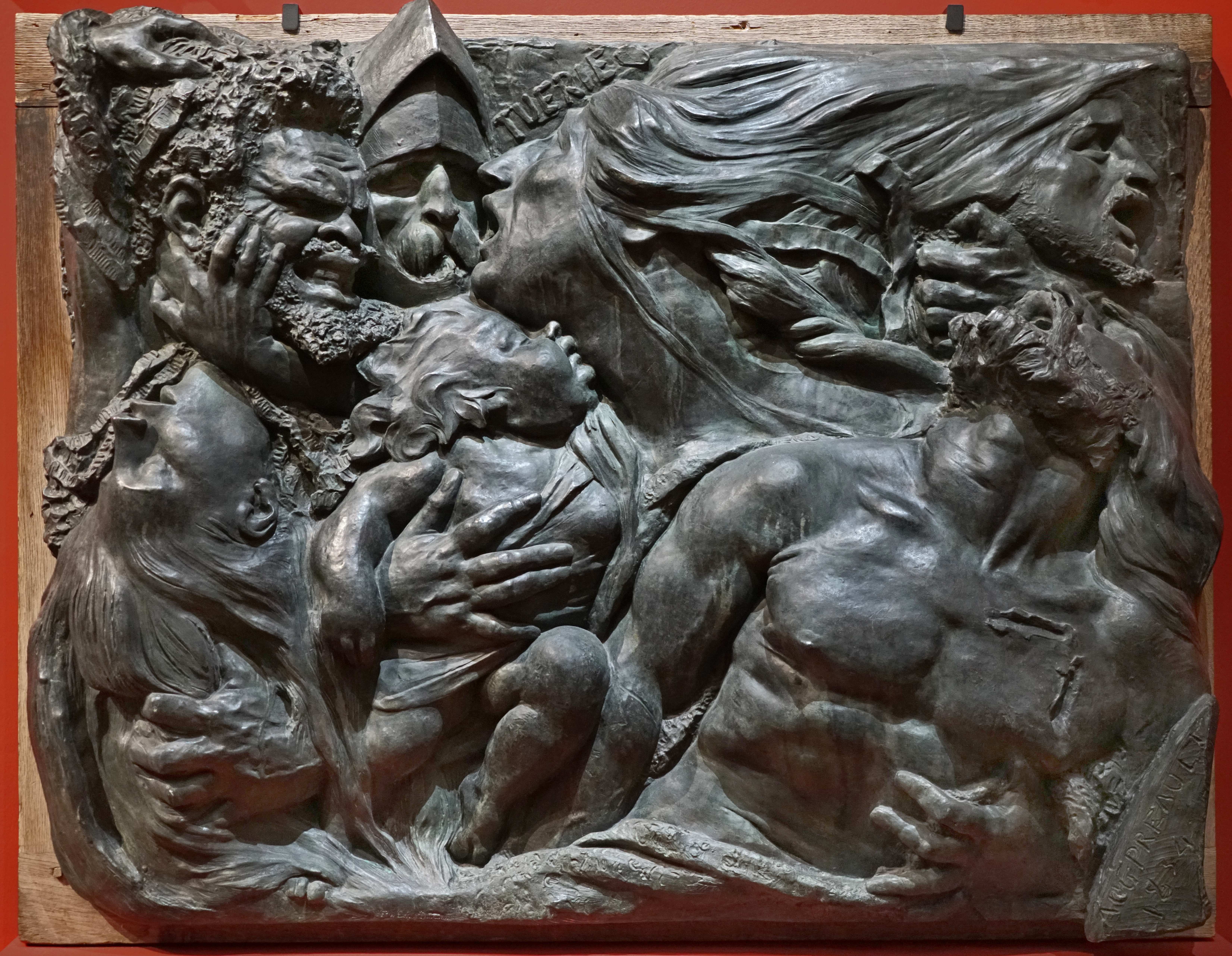
Auguste Préault, Tuerie (1834), musée des beaux-arts de Chartres.
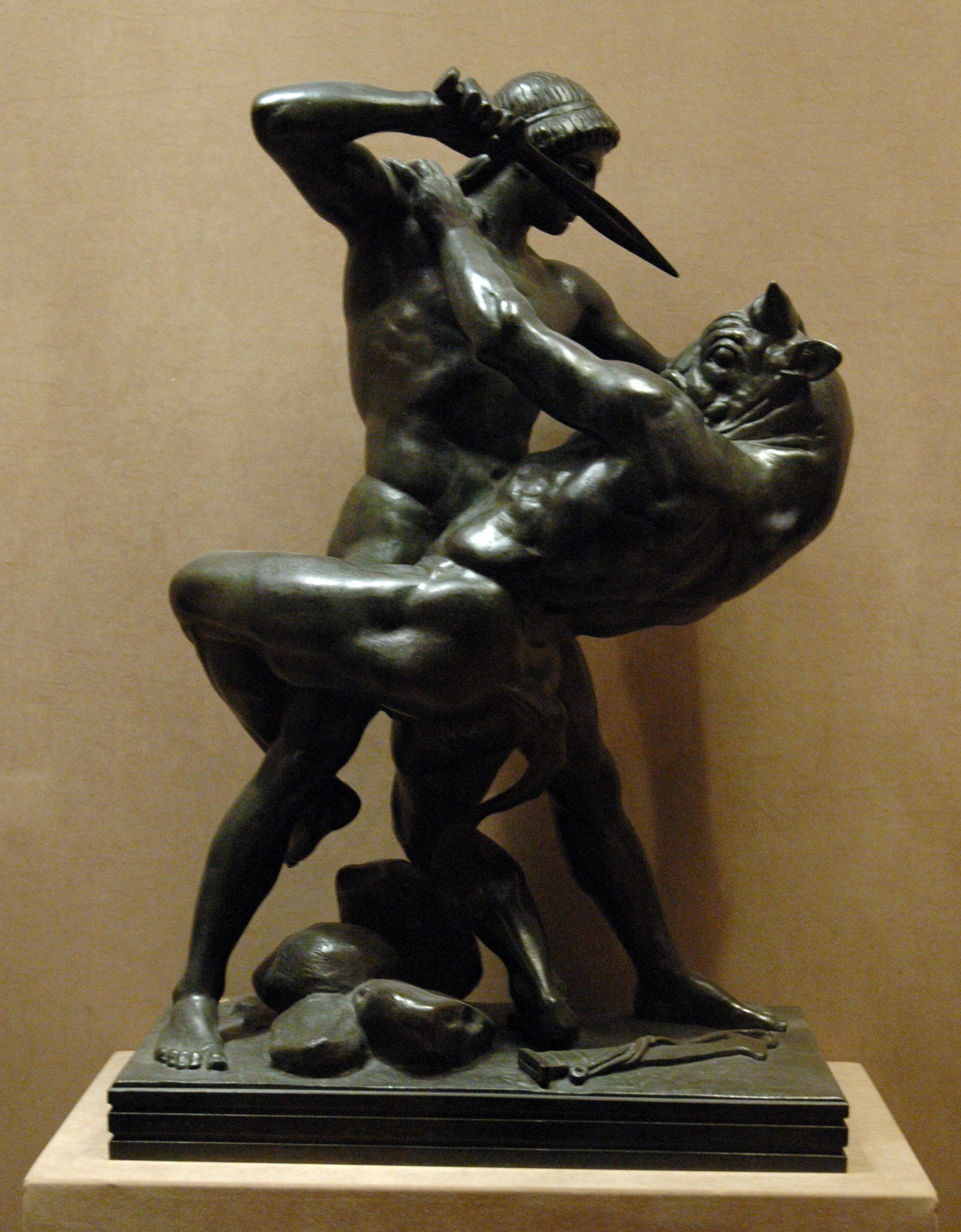
Antoine-Louis Barye, Thésée et le Minotaure, musée d'art du comté de Los Angeles.

### Réalisme
Le caricaturiste et peintre Honoré Daumier avec les Célébrités du Juste Milieu série de bustes en terre crues représentant les figures politiques de la Monarchie de Juillet, et Ratapoil, statuette antibonapartiste de 1851, préfigure le réalisme dans la sculpture.
En 1847, Auguste Clésinger défraya la chronique en exposant au Salon sa Femme piquée par un serpent. L'art de ce sculpteur s'inscrivait dans la lignée du romantisme, mais le traitement réaliste sans concession du corps représenté dans tous ses détails, allant jusqu'à reproduire la cellulite en haut des cuisses, avait été obtenu par un moulage direct du corps du modèle Apollonie Sabatier, demi-mondaine en vue dans la société de l'époque. Le réalisme de la sculpture, la technique employée, et l'identité du modèle ont concouru au scandale de l'œuvre.
Le principal représentant de la sculpture réaliste est Jules Dalou avec des œuvres monumentales sur le monde ouvrier où il témoigne de ses engagements républicains et communards. Il a laissé de nombreuses études pour un projet de Monument aux Travailleurs inachevé (musée du Petit Palais et musée d'Orsay) qui rendent hommage au monde du travail et de la paysannerie. Autre sculpteur représentatif de ce courant, le Belge Constantin Meunier, dont la majeure partie de la carrière se déroule en Belgique, se fait connaître à Paris en exposant au Salon de 1886 son Marteleur. Son bas-relief La Glèbe entre dans les collections du musée du Luxembourg en 1892, et il laisse lui aussi un Monument au Travail posthume.

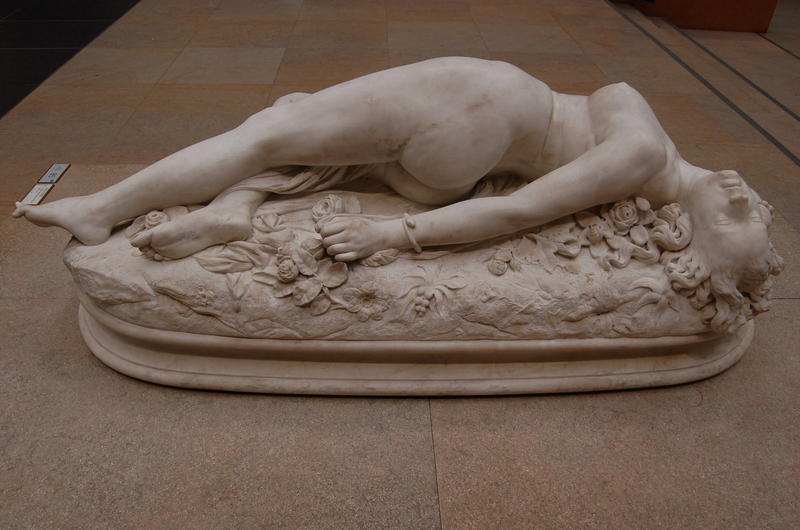
Auguste Clésinger, Femme piquée par un serpent (1847), Paris, musée d'Orsay.
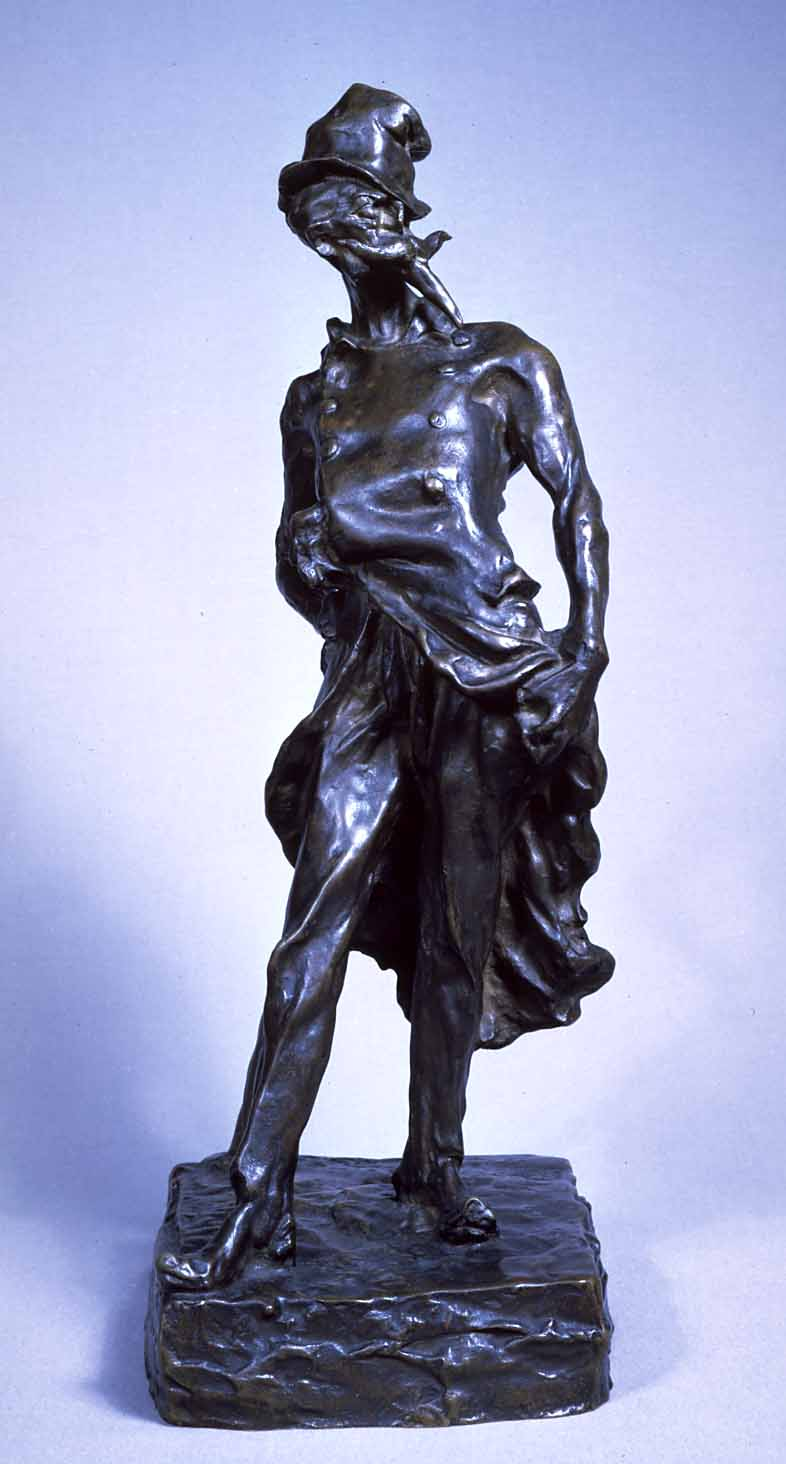
Honoré Daumier, Ratapoil (1850-1851), Baltimore , Walters Art Museum.
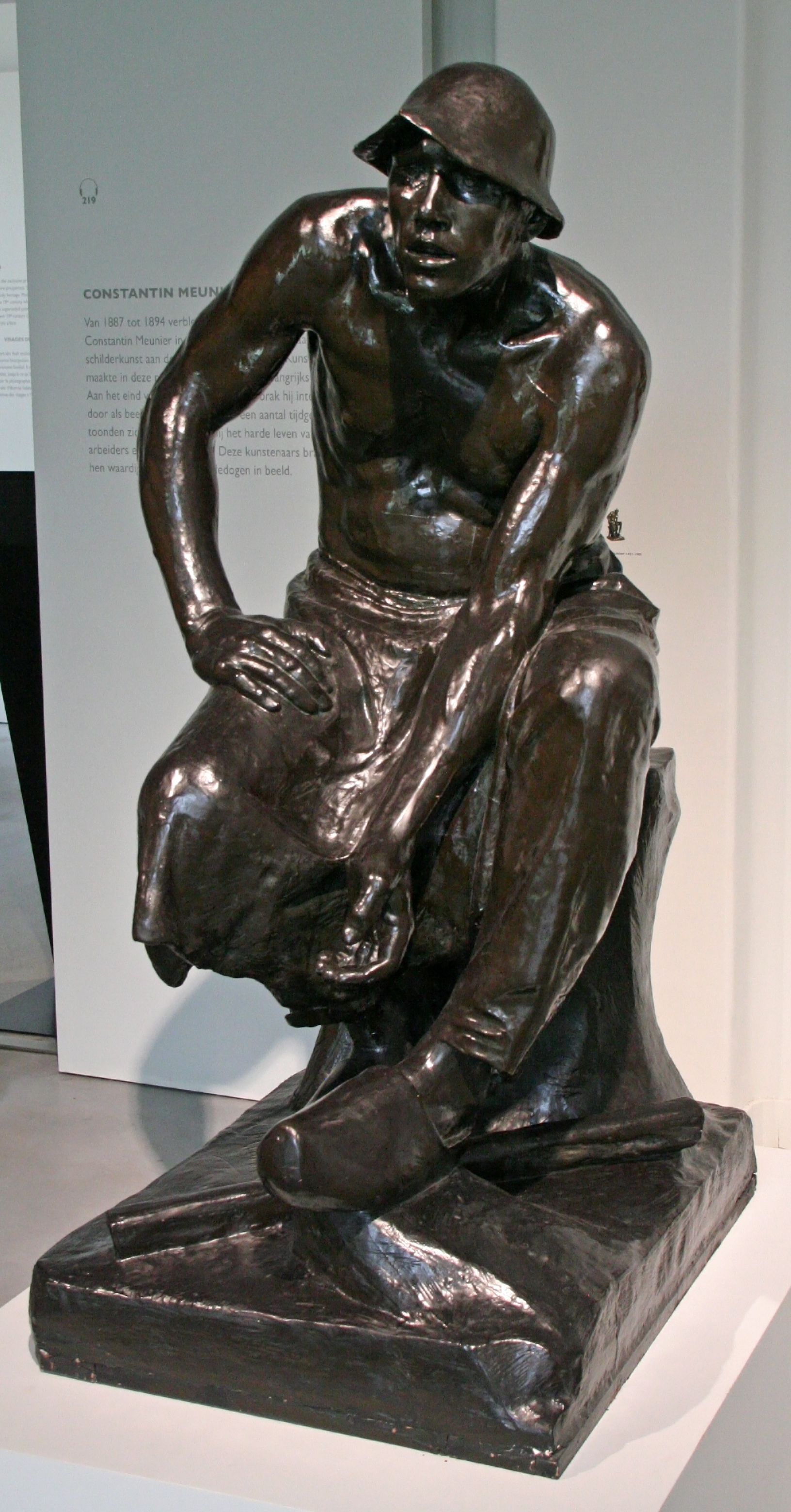
Constantin Meunier, Le Puddler (1886), Louvain, musée M.
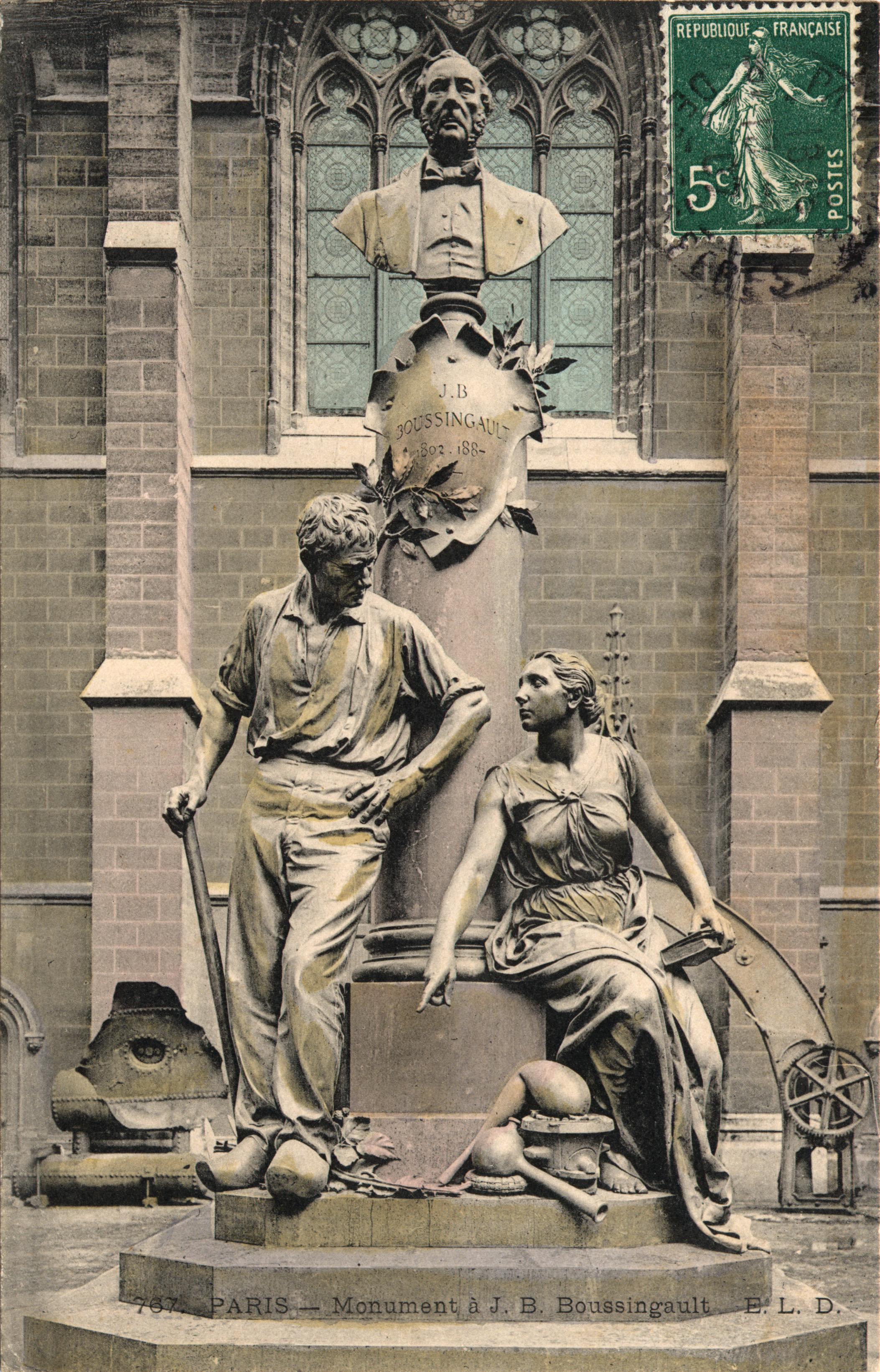
Jules Dalou, Monument à Boussingault (1895), La Plaine Saint-Denis, Conservatoire national des arts et métiers.

### L'éclectisme
L'éclectisme est le style en vogue sous le Second Empire et la Troisième République. Comme en architecture, il se caractérise par l'emprunt à différents styles du passé, Moyen Âge, Renaissance, néo-classicisme, néo-baroque. Son plus célèbre représentant est Jean-Baptiste Carpeaux qui fait une synthèse de l'esprit Renaissance et de l'esprit néo-baroque dont le premier témoignage est son Pêcheur à la coquille. Son groupe La Danse destiné à la façade de l'opéra Garnier, par son naturalisme fit scandale, et fut jugé indécent. Charles Cordier avec ses bustes orientalistes veut présenter une « études des races » en faisant des portraits de population du Soudan, ou du Darfour.

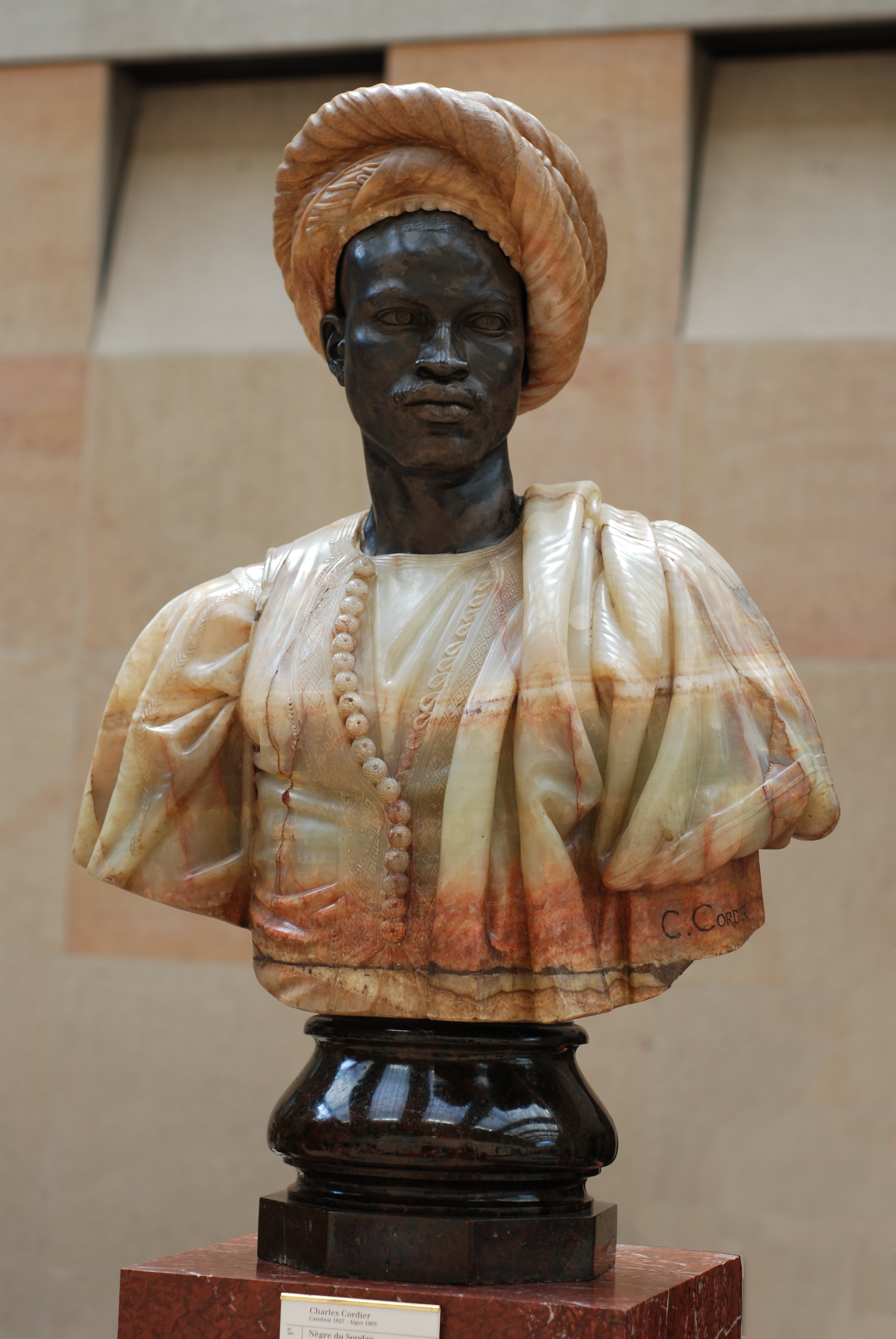
Charles Cordier, Nègre du Soudan (1857), Paris, musée d'Orsay.
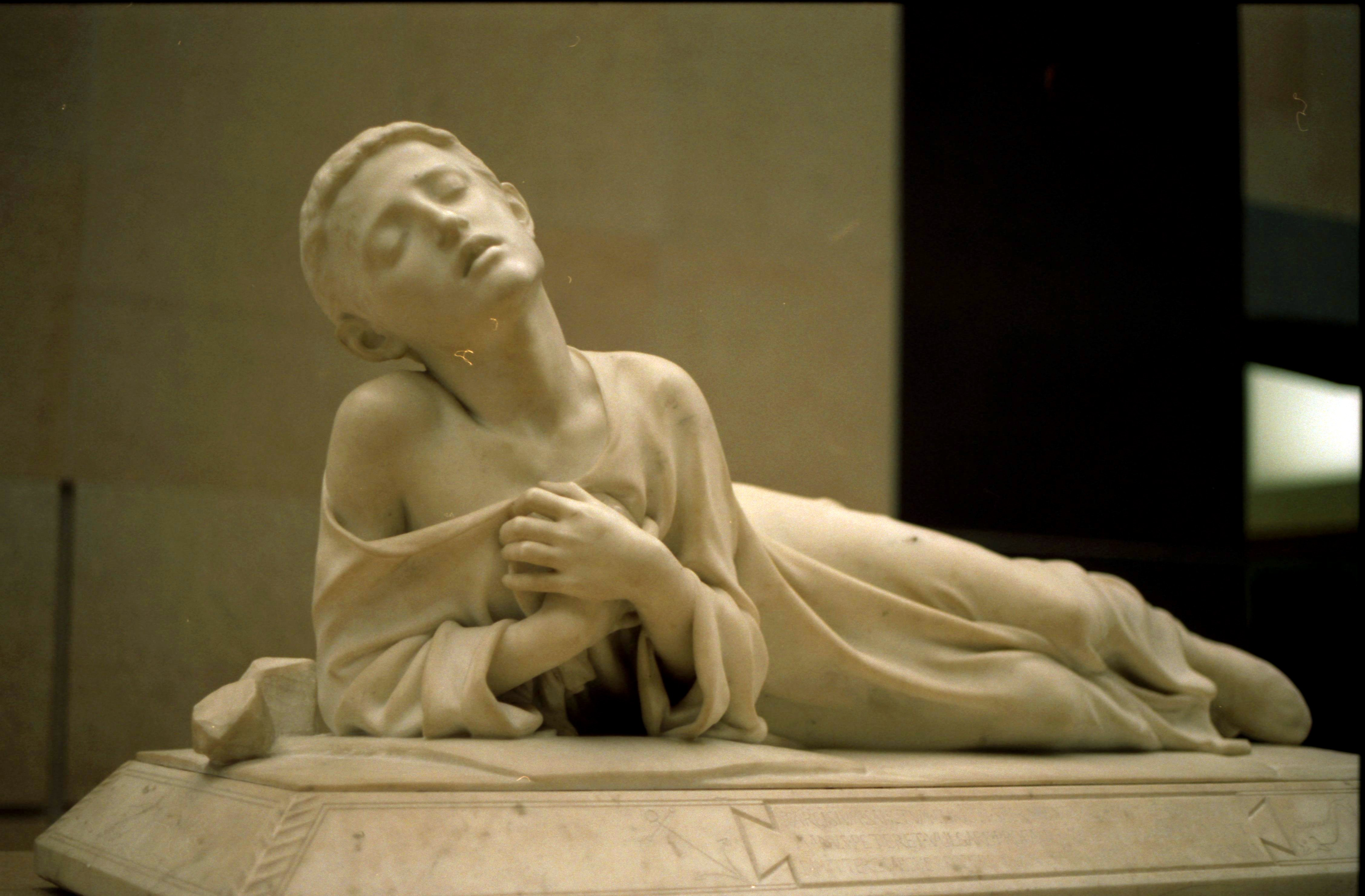
Alexandre Falguière, Tarsisius, martyr chrétien, (1868), Paris, musée d'Orsay.
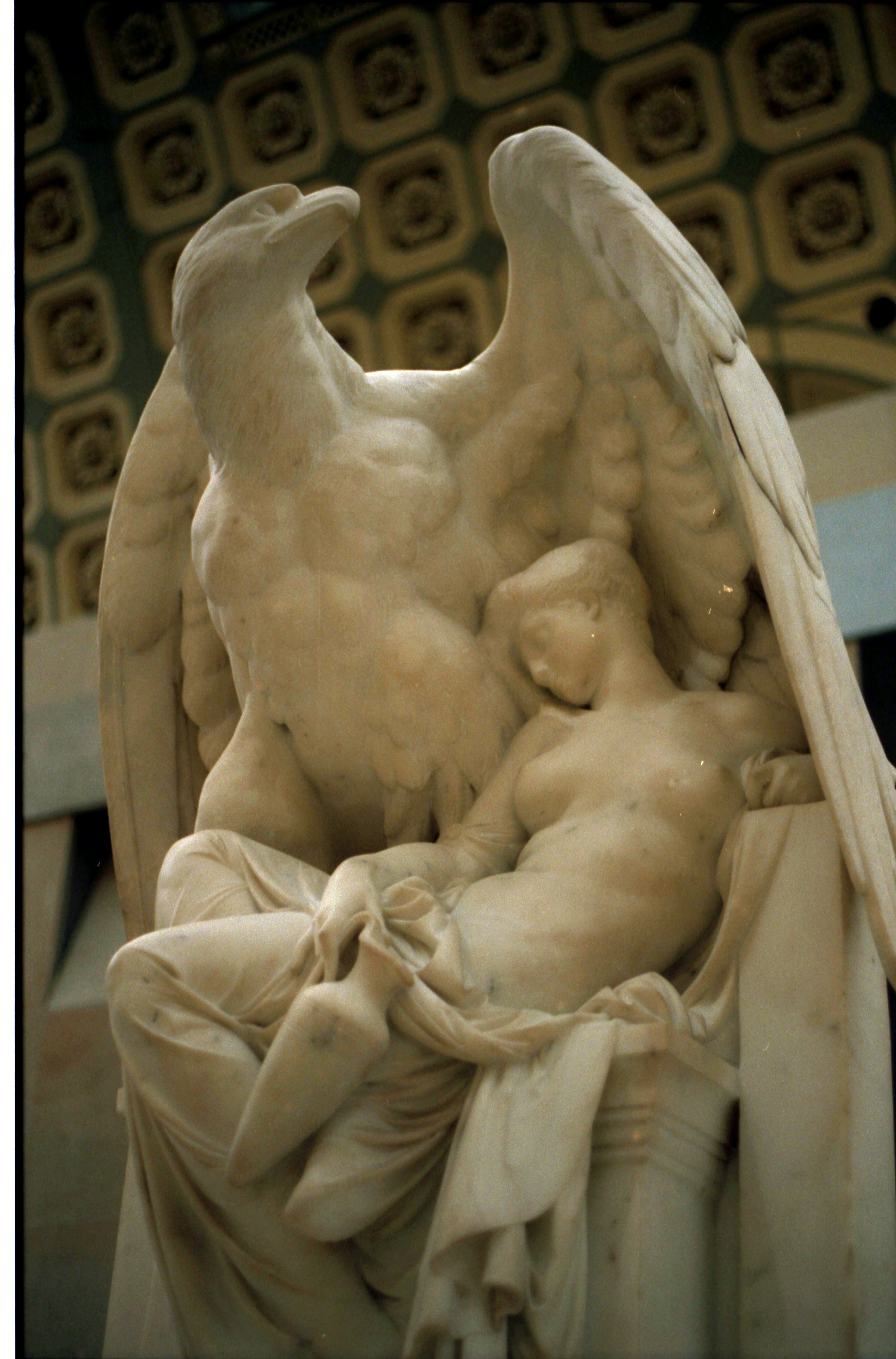
Albert-Ernest Carrier-Belleuse, Hébé endormie (1869), Paris, musée d'Orsay.
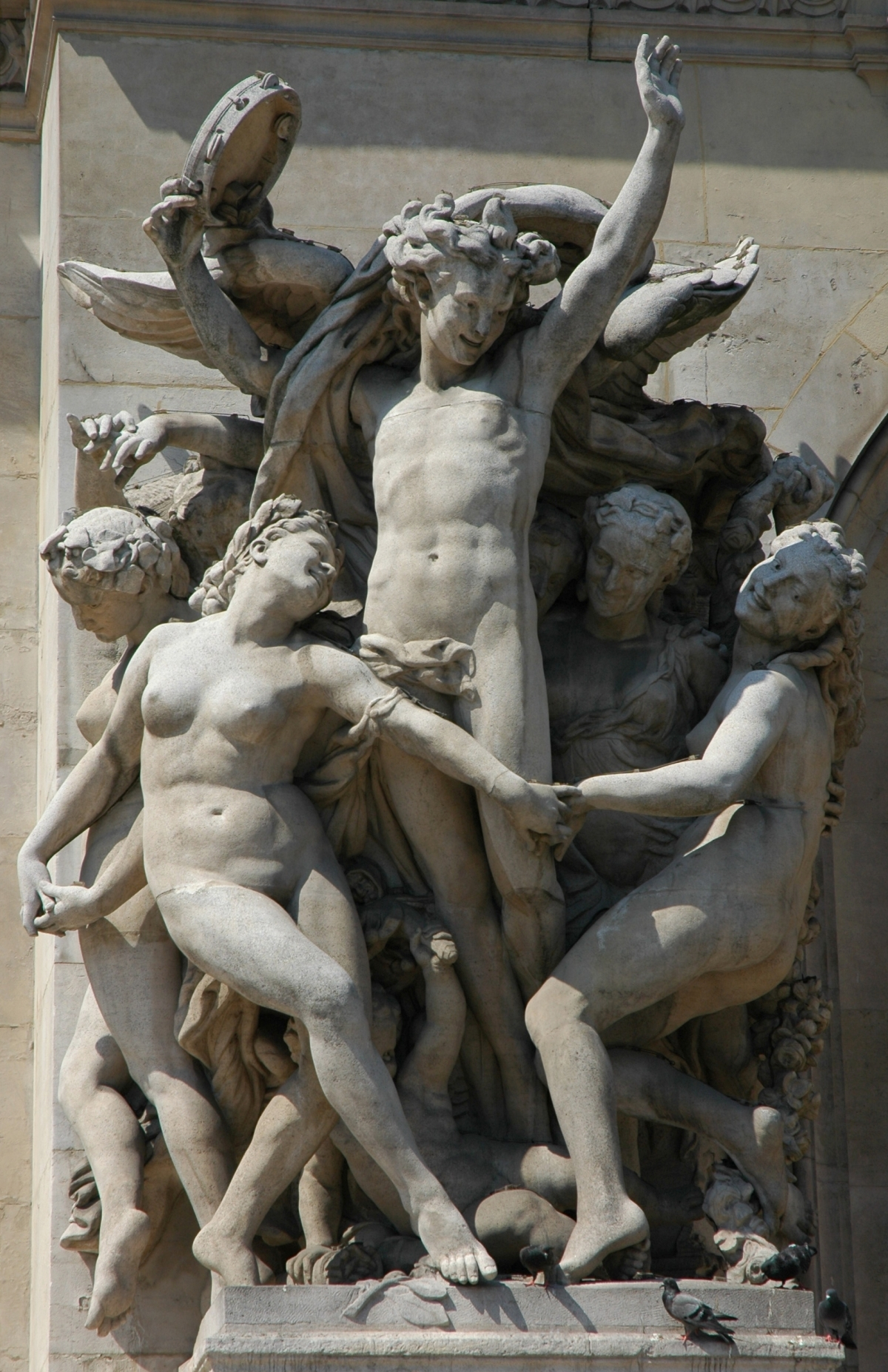
Jean-Baptiste Carpeaux, La Danse (1874), Paris, opéra Garnier.
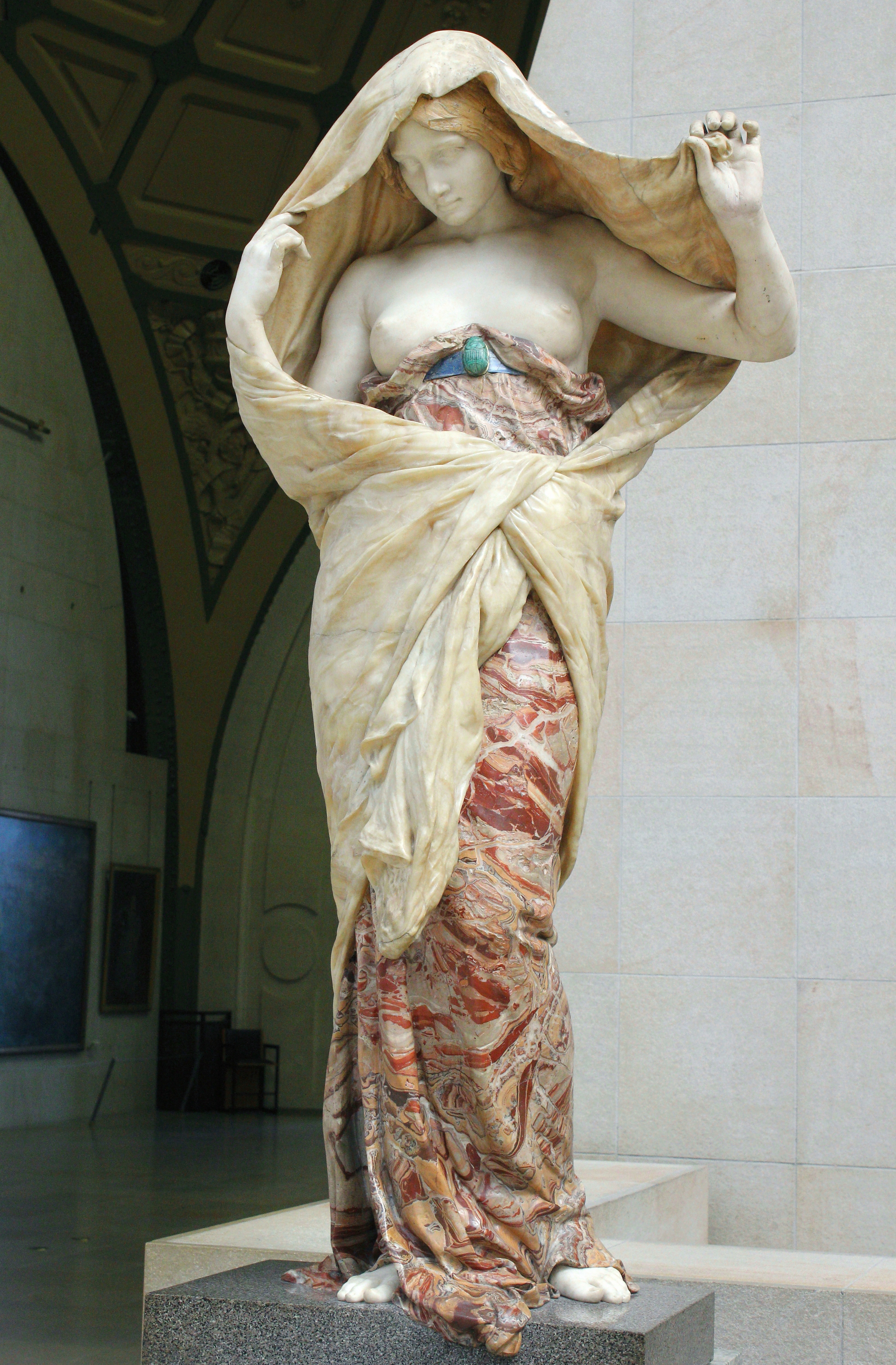
Louis-Ernest Barrias, la Nature se dévoilant à la Science (1899), Paris, musée d'Orsay.

### Académisme
Adaptée à la statuaire monumentale et à la décoration architecturale, la sculpture académique se caractérise par le choix de sujets allégoriques et patriotiques, et dont le style se rapproche du néo-classicisme tardif. Henri Chapu, élève de Pradier, est représentatif de l'académisme allégorique. Autre représentant de cette tendance, Georges Récipon dont le quadrige l'Harmonie triomphant de la discorde du Grand Palais est également caractéristique du mouvement néo-baroque. 
Le courant dit néo-florentin, qui apparait dans les années 1860 et crée une sculpture académique gracieuse, raffinée et au canon élégant est incarné par Paul Dubois et les Toulousains Alexandre Falguière, Antonin Mercié et Laurent Marqueste.
Né à Colmar et marqué par la guerre franco-prussienne, Frédéric-Auguste Bartholdi produit une statuaire dévolue aux sujets patriotiques, Le Lion de Belfort, et Vercingétorix de Clermont-Ferrand. Il devient universellement célèbre avec la statue de la Liberté. Autres sculpteurs de monuments patriotiques, Georges Diebolt créateur du Zouave et du Grenadier du pont de l'Alma, et Emmanuel Frémiet, sculpteur de la Jeanne d'Arc de la place des Pyramides, de la statue équestre de Napoléon, à Laffrey, et la statue équestre de Duguesclin à Dinan. 
Jean-Léon Gérôme fut un des peintres académiques (avec Ernest Meissonier), à avoir aussi abordé la sculpture. Ses œuvres d'inspirations antiques ou orientalistes, utilisent, pour certaines d'entre elles, la polychromie (La Joueuse de boules, Buste de Sarah Bernhardt).

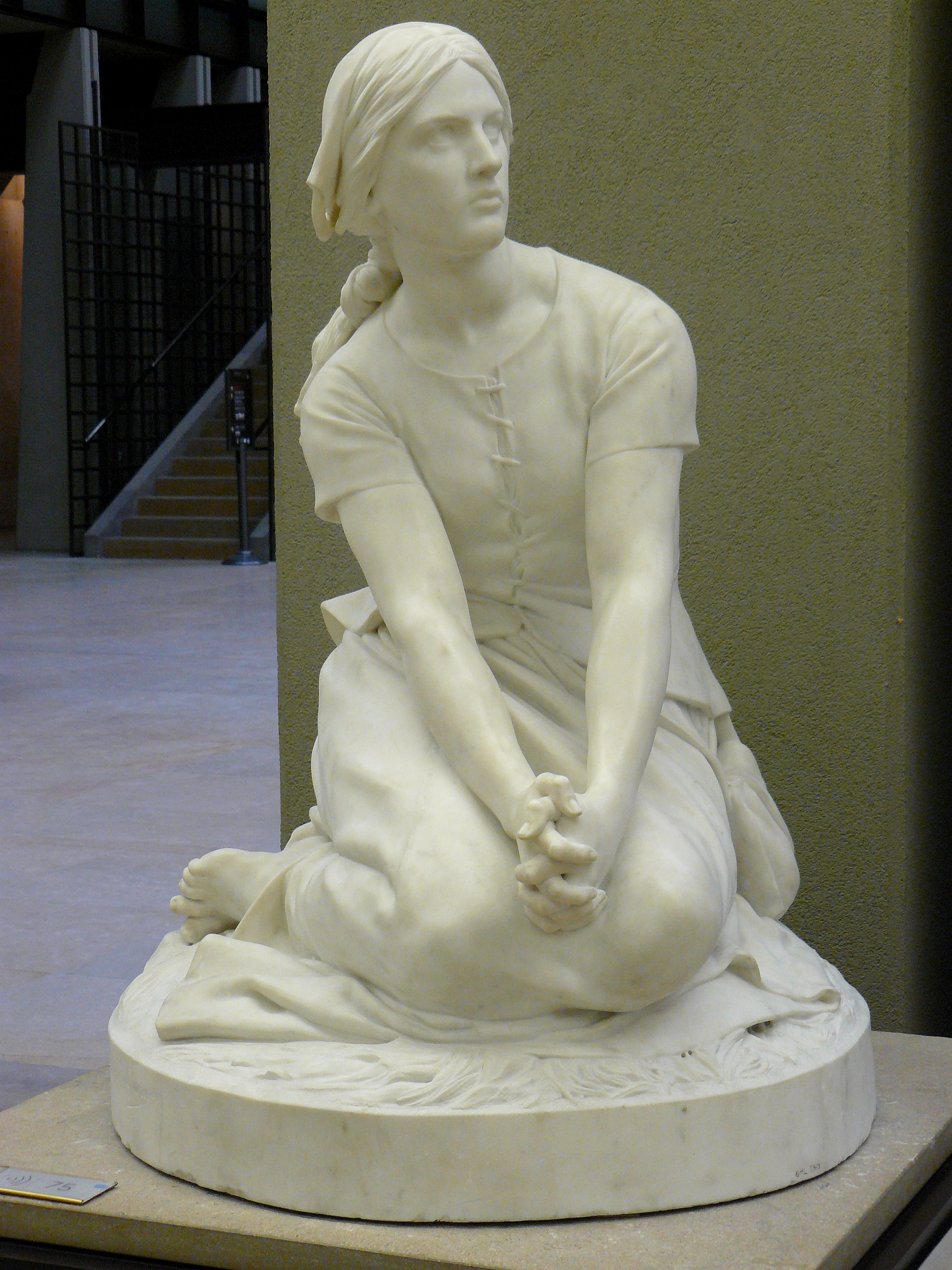
Henri Chapu, Jeanne d'Arc (1872), Paris, musée d'Orsay.
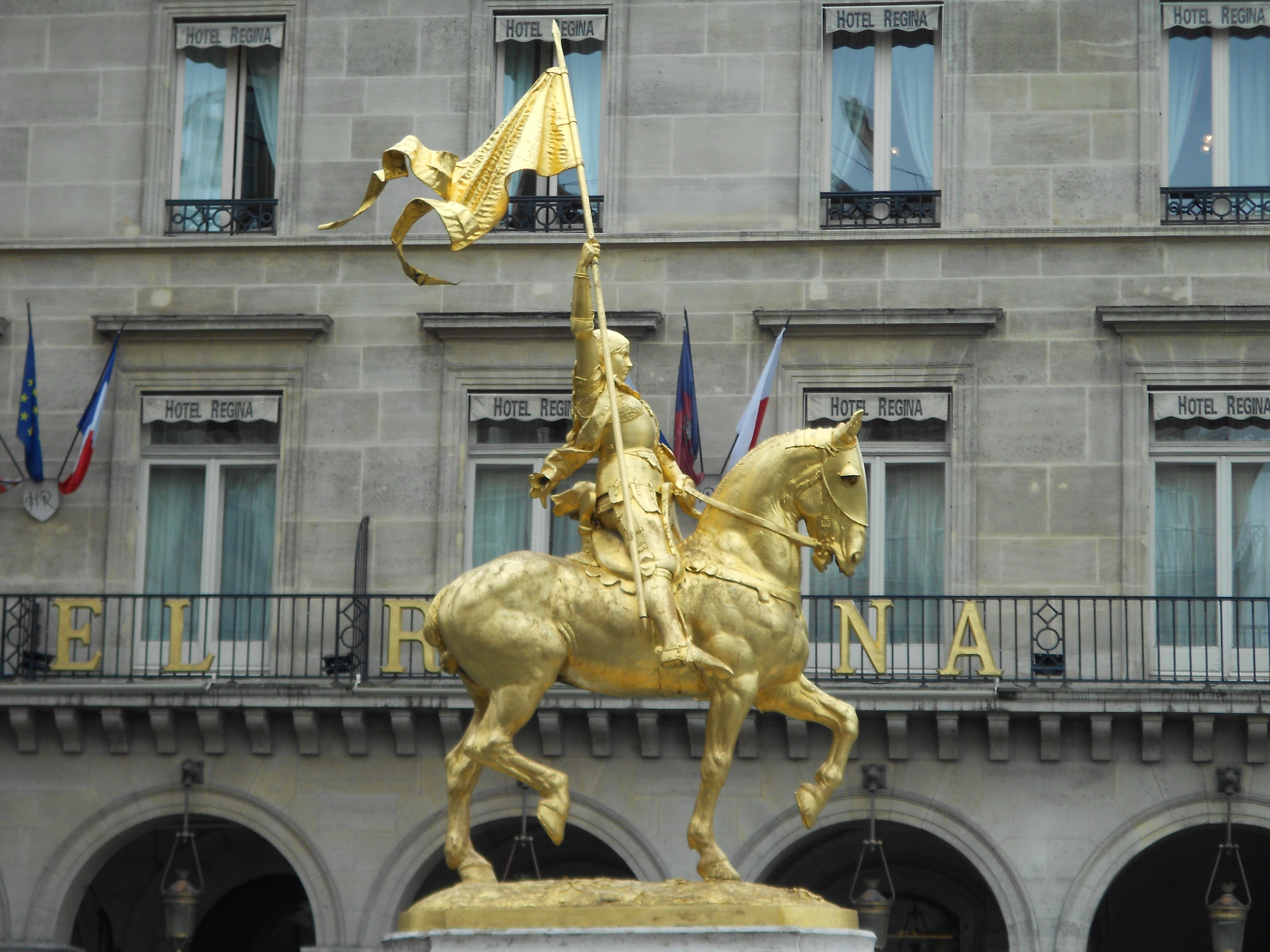
Emmanuel Frémiet, Monument à Jeanne d'Arc (1874), Paris, place des Pyramides.
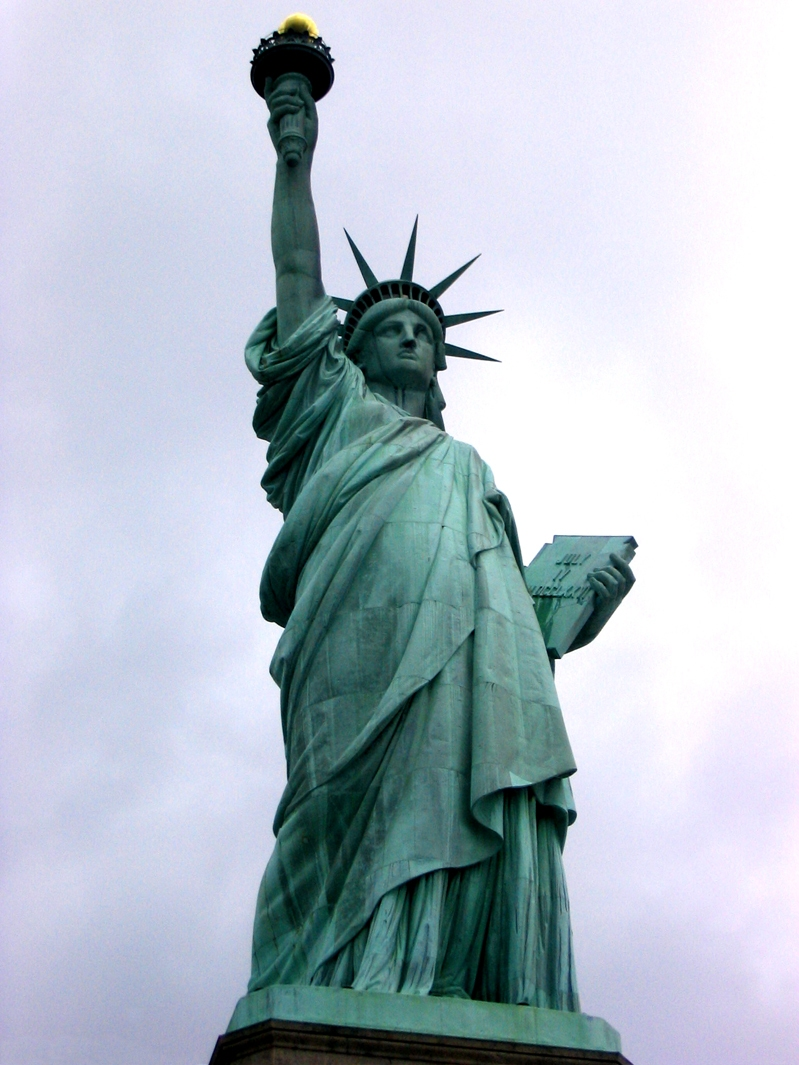
Auguste Bartholdi, statue de la liberté (1886), New York.
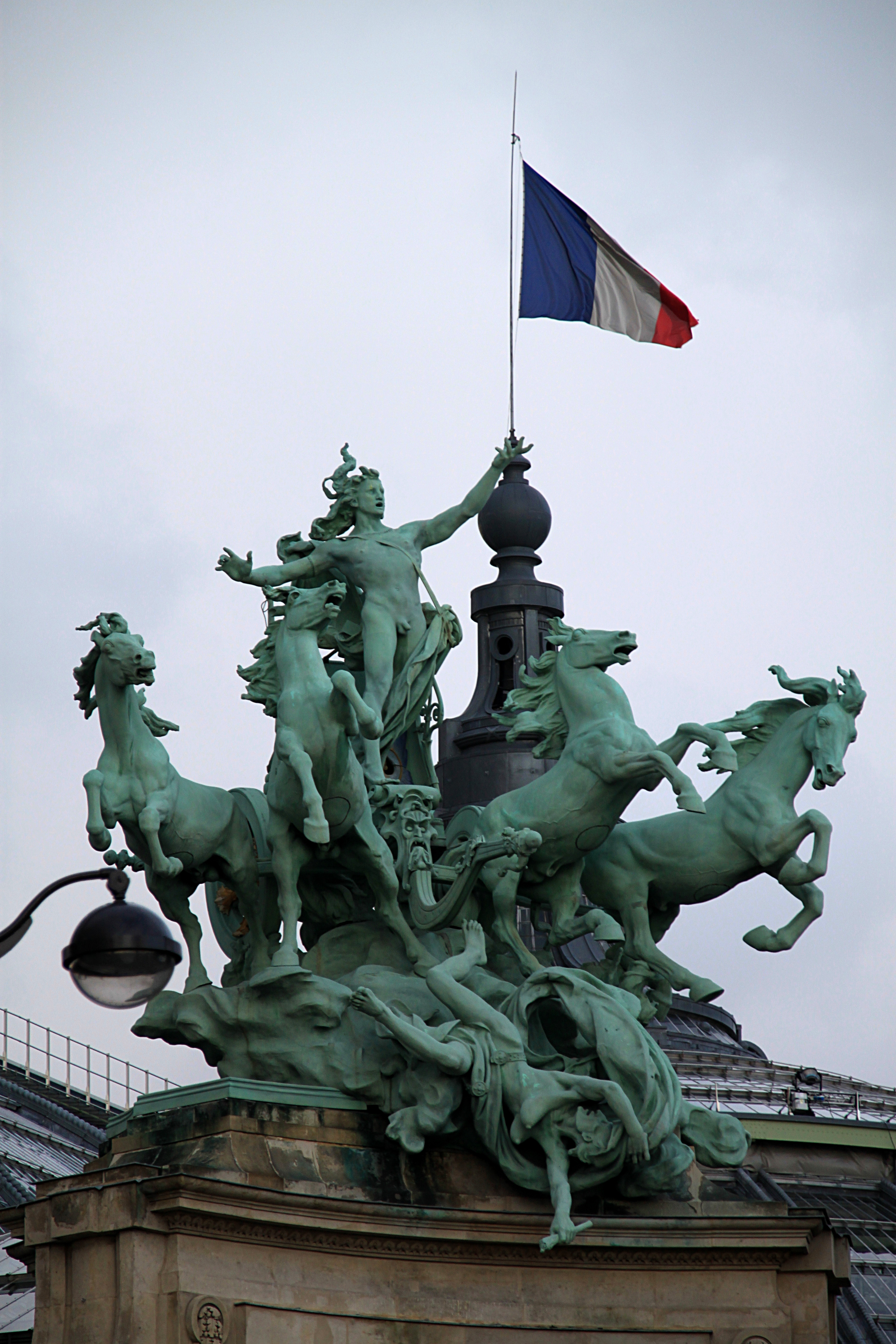
Georges Récipon, l'Harmonie triomphant de la discorde (1900), Paris, Grand Palais.
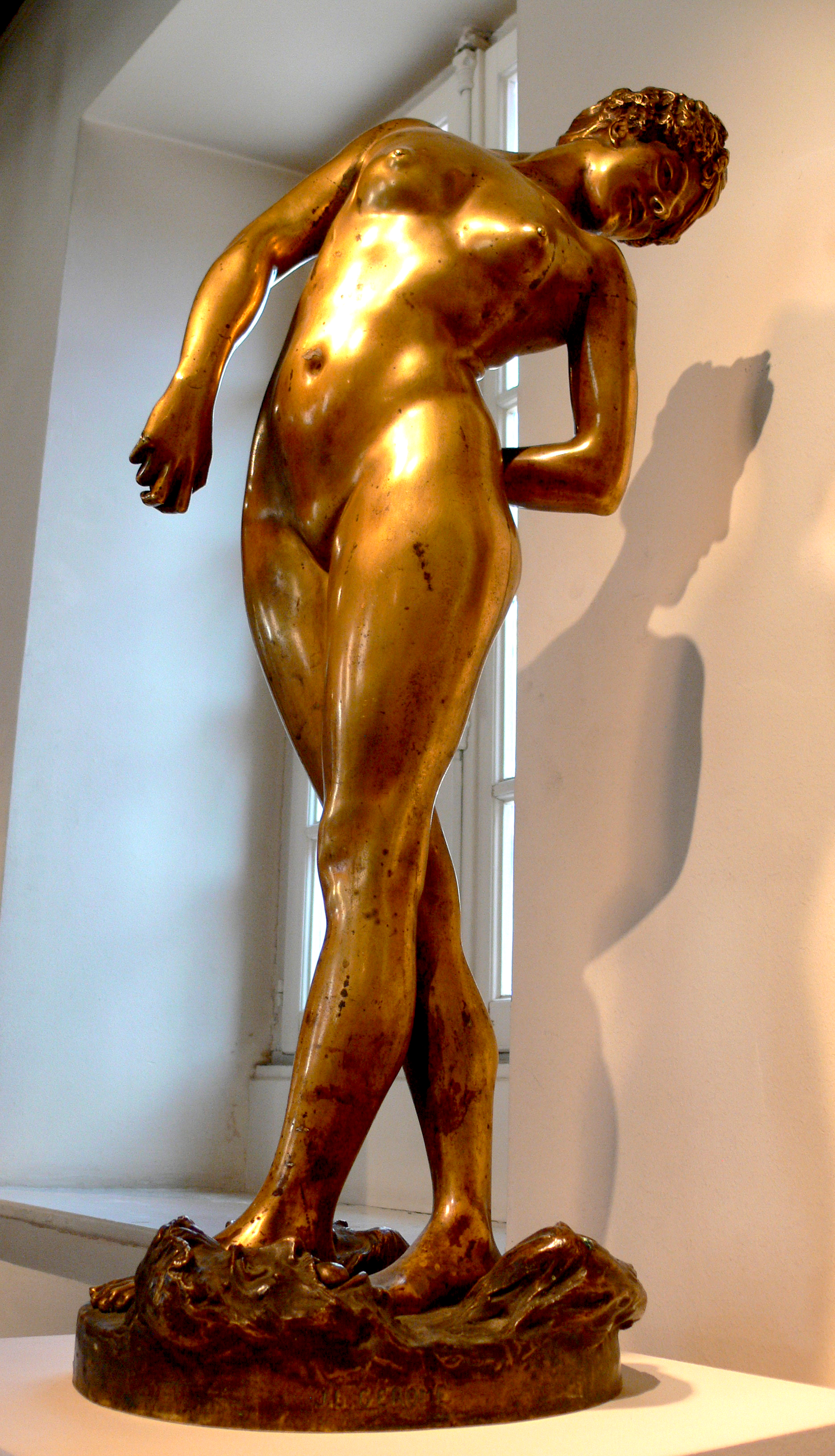
Jean-Léon Gérôme, la Joueuse de boule (1902), Vesoul, musée Jean-Léon Gérôme.

### Impressionnisme en sculpture
L'impressionnisme, courant essentiellement pictural, trouve des équivalences dans la sculpture, par la technique du modelé et le traitement spontané des surfaces. Deux artistes venus de la peinture représentent cette tendance en sculpture, Edgar Degas et Auguste Renoir. Degas créa la controverse avec sa Petite Danseuse de quatorze ans dont le réalisme choqua les contemporains. Seule sculpture destinée à être exposée, il laisse après sa mort une série de cires modelées représentants des études de mouvements, qui furent coulées en bronze. Autre représentant de cette tendance, l'italien naturalisé français Medardo Rosso dont des sculptures prennent pour titre : Impression de femme sous un parapluie, ou Impression en omnibus. Son œuvre a pu influencer Rodin quand il travaillait sur son Balzac

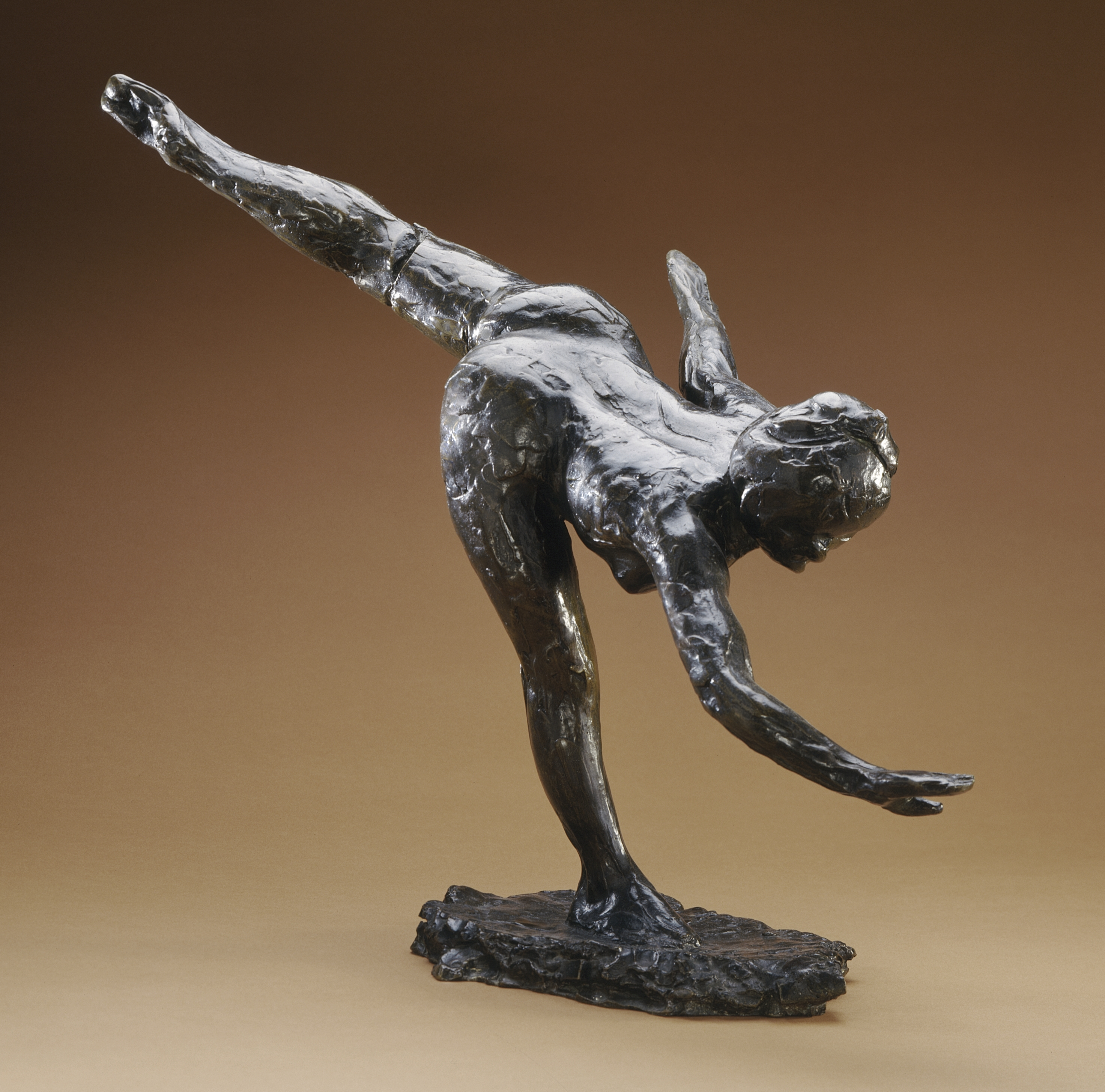
Edgar Degas, Grande arabesque, musée d'art du comté de Los Angeles.
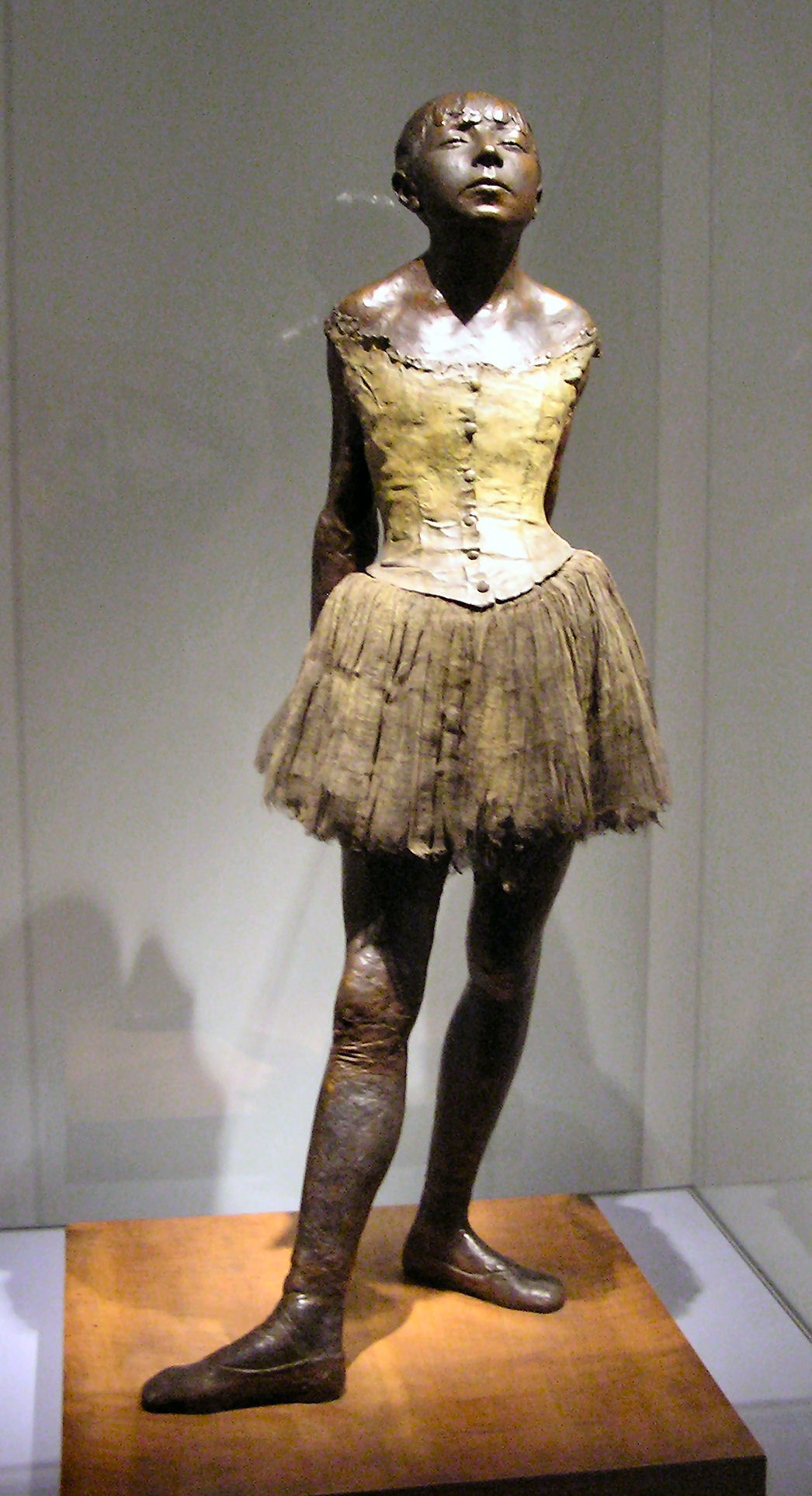
Edgar Degas, La Petite Danseuse de quatorze ans, Copenhague, Ny Carlsberg Glyptotek.
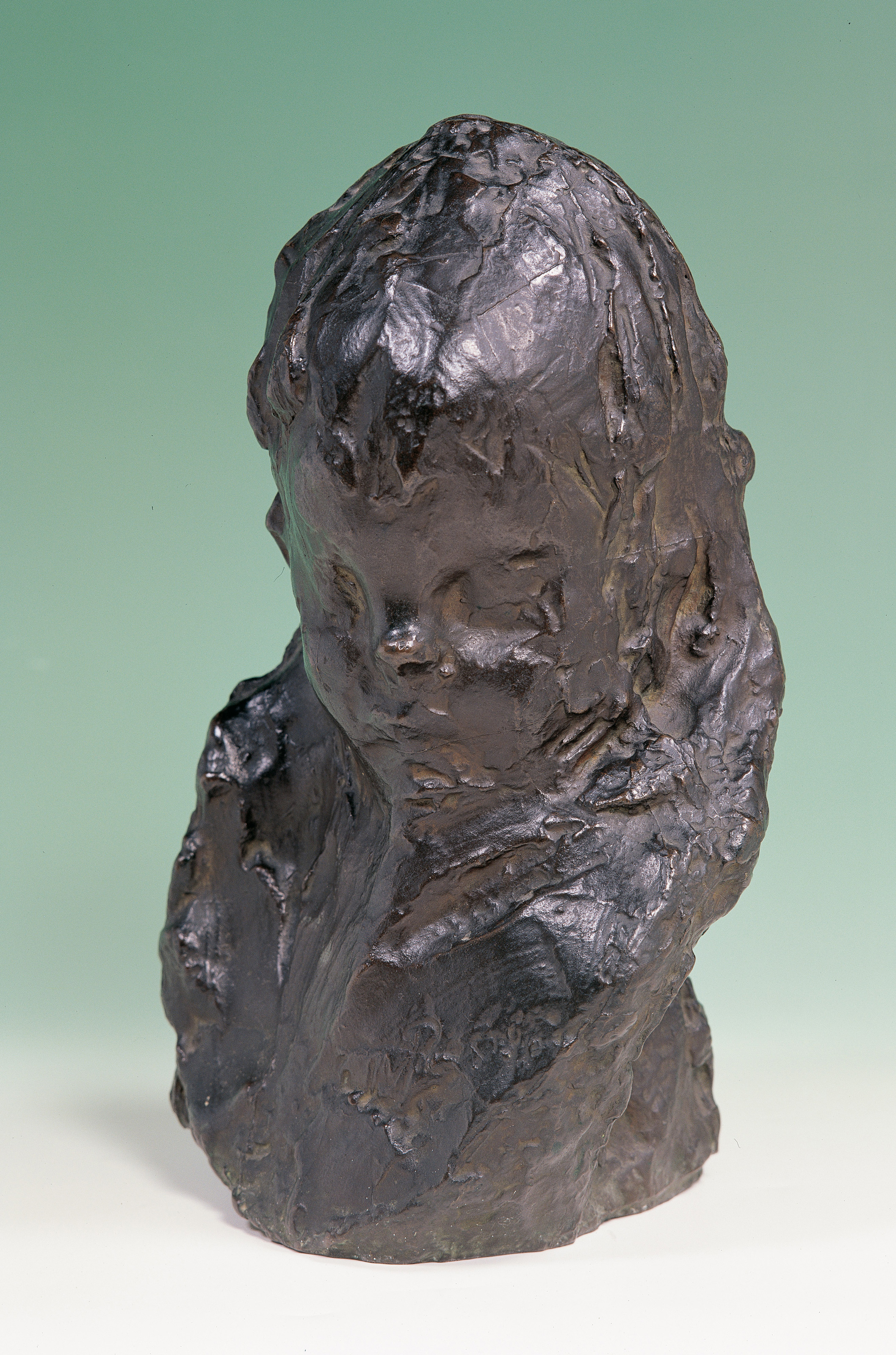
Medardo Rosso, Tête d'enfant (1892-1893), Buenos Aires, musée national des beaux-arts d'Argentine.
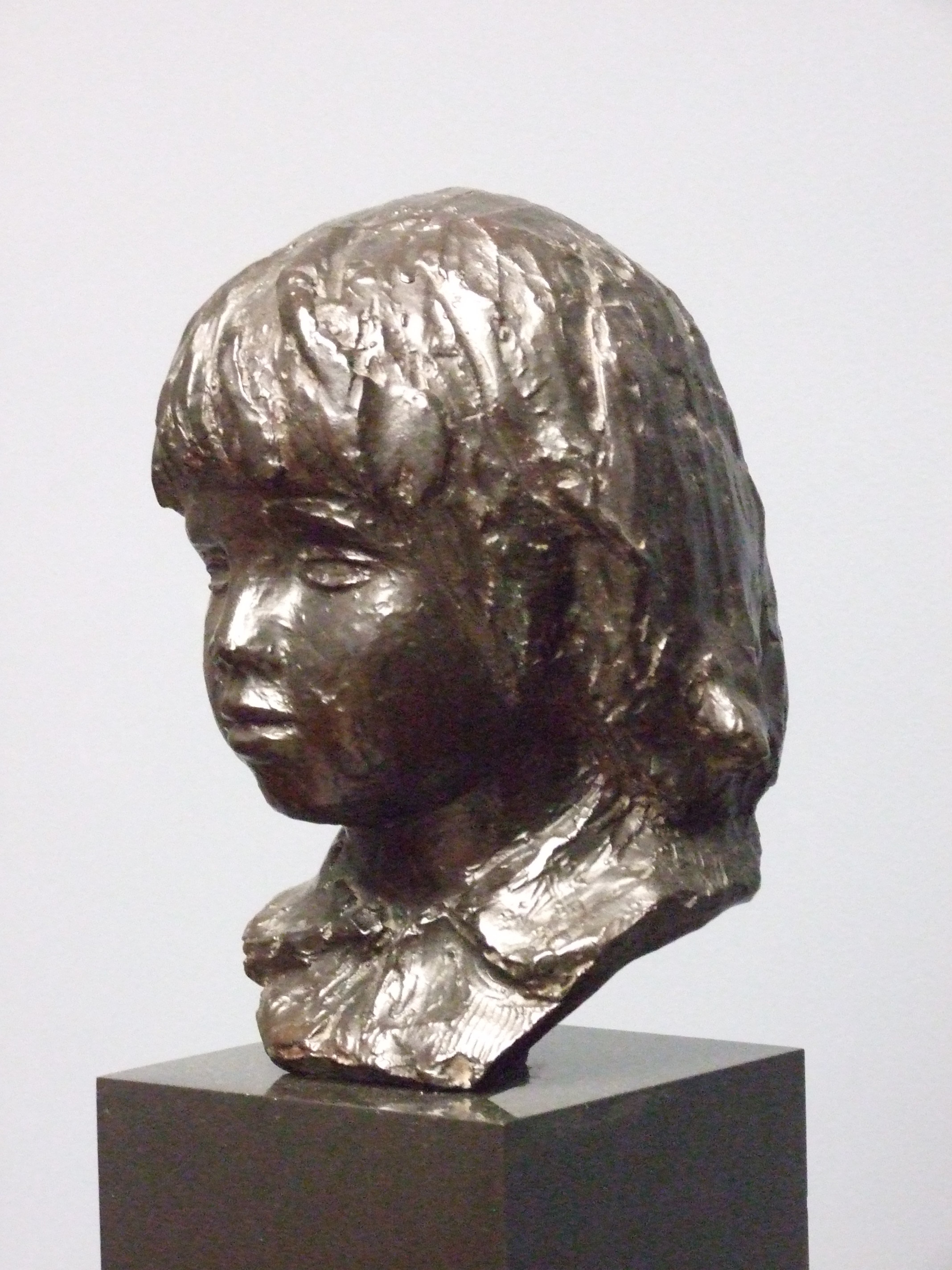
Auguste Renoir, Buste de Coco (1908), Francfort-sur-le-Main, musée Städel.

### Symbolisme
Courant artistique d'origine littéraire, le symbolisme trouva aussi dans la sculpture un mode d'expression. Style empreint de liberté, c'est principalement avec les hauts et bas-reliefs qu'il s'exprime pleinement. On le retrouve notamment, dans les monuments funéraires. Albert Bartholomé laisse plusieurs œuvres représentatives, dont le monument aux morts du cimetière du père Lachaise, et des masques en bronze inspirés de l'art japonais. Influencé aussi par l'art japonais, à travers ses masques en céramique, Jean Carriès marqua le salon de 1881 avec sa tête décapitée de Charles Ier en bronze. Avec la Porte de l'enfer Auguste Rodin quant à lui, réalise le monument du symbolisme en sculpture. Parmi les autres représentants, Pierre Roche fait la transition entre le symbolisme par ses thèmes, et l'Art nouveau dans son style.

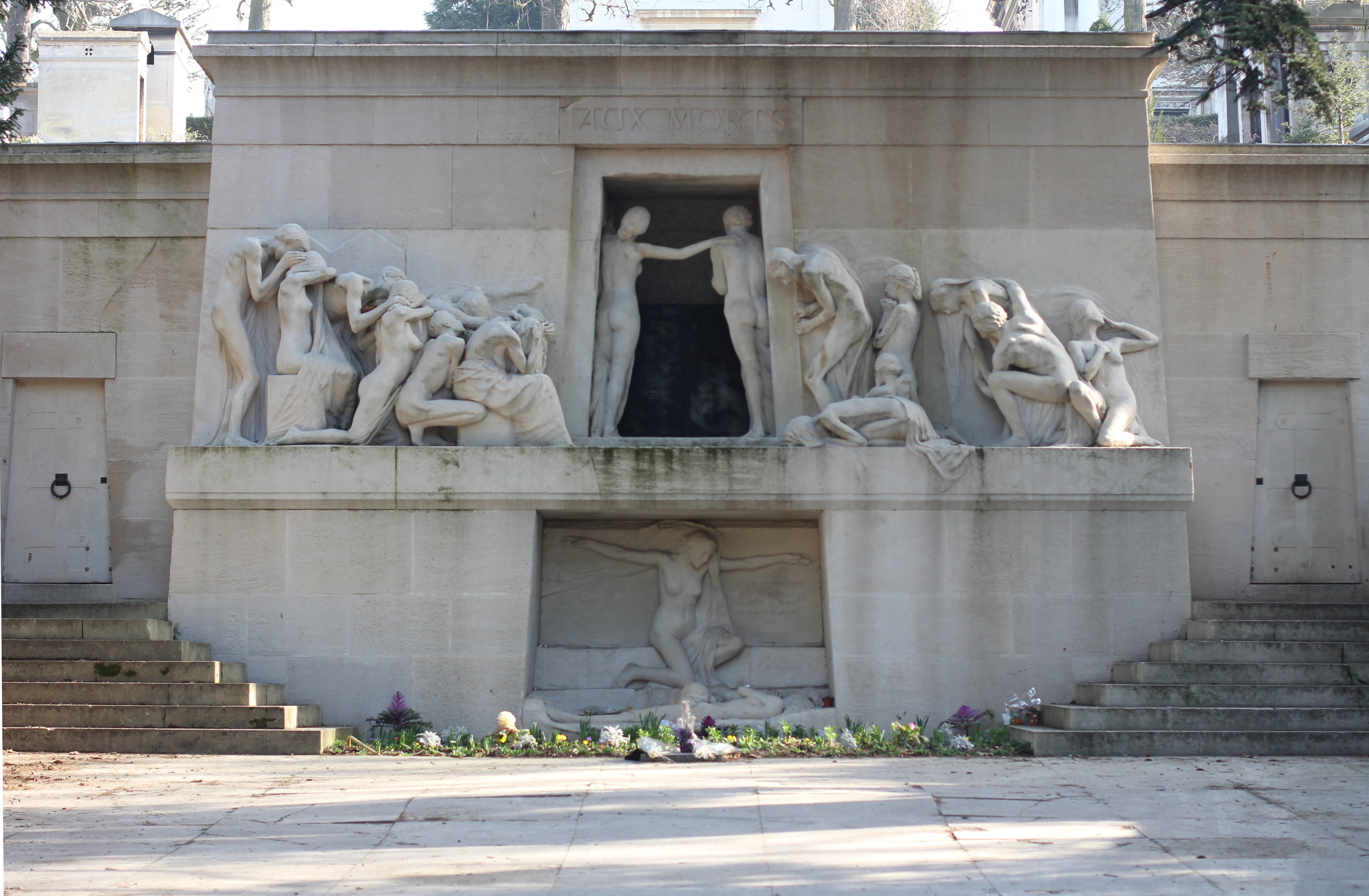
Albert Bartholomé, Monument aux morts (1899), Paris, cimetière du Père-Lachaise.
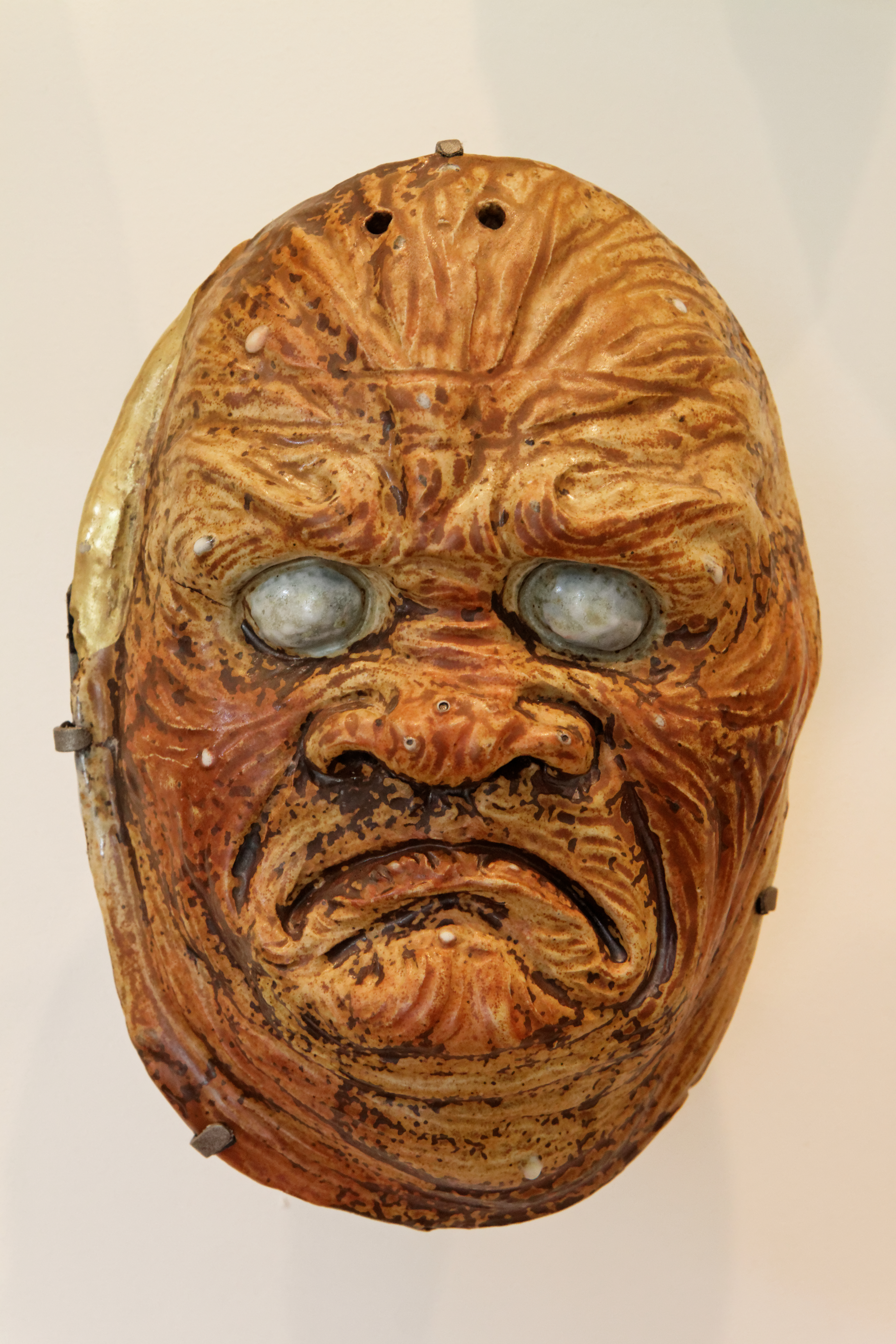
Jean Carriès, Masque d'horreur, Paris, Petit Palais.
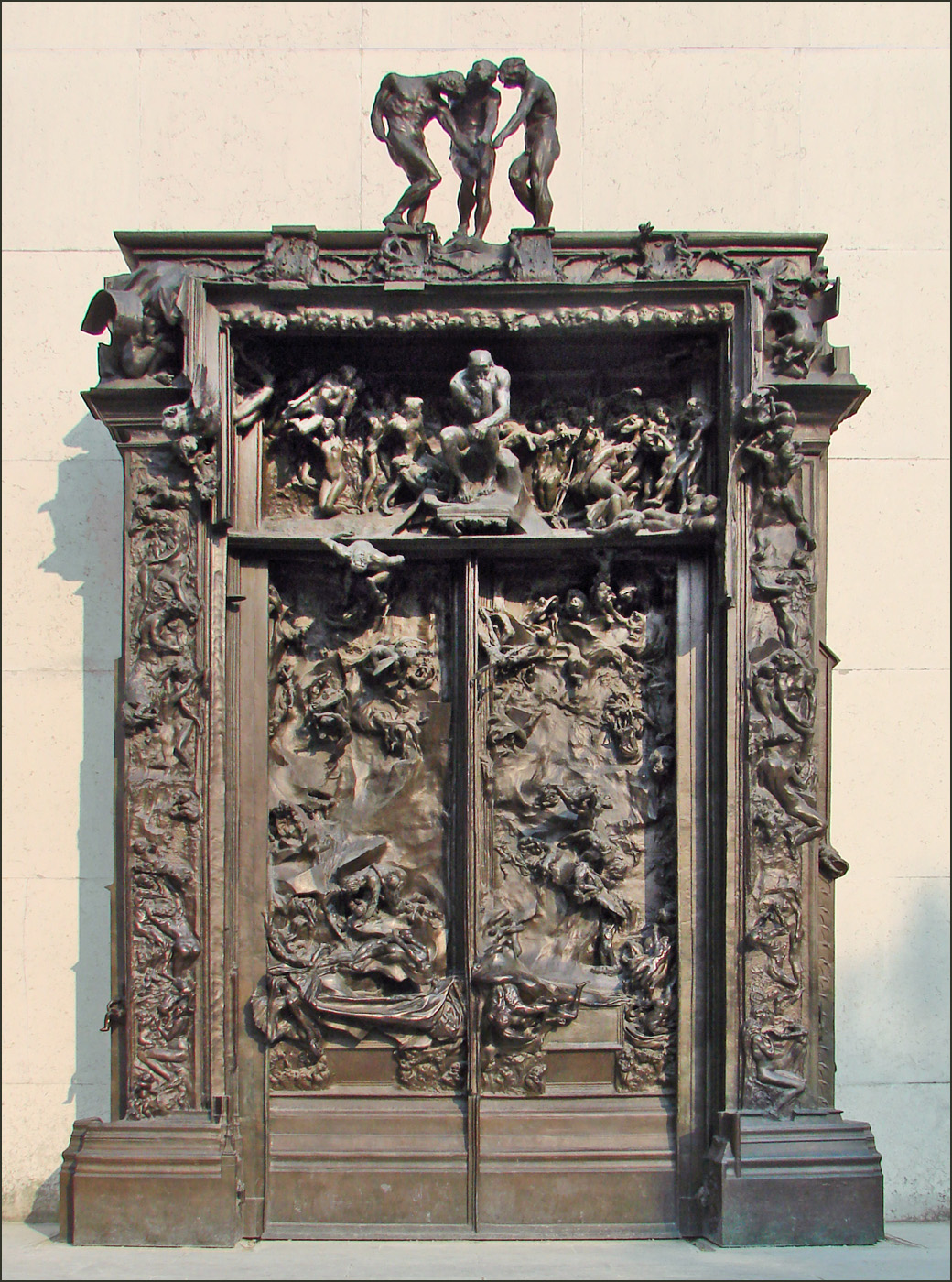
Auguste Rodin, La Porte de l'enfer, Paris, musée Rodin.
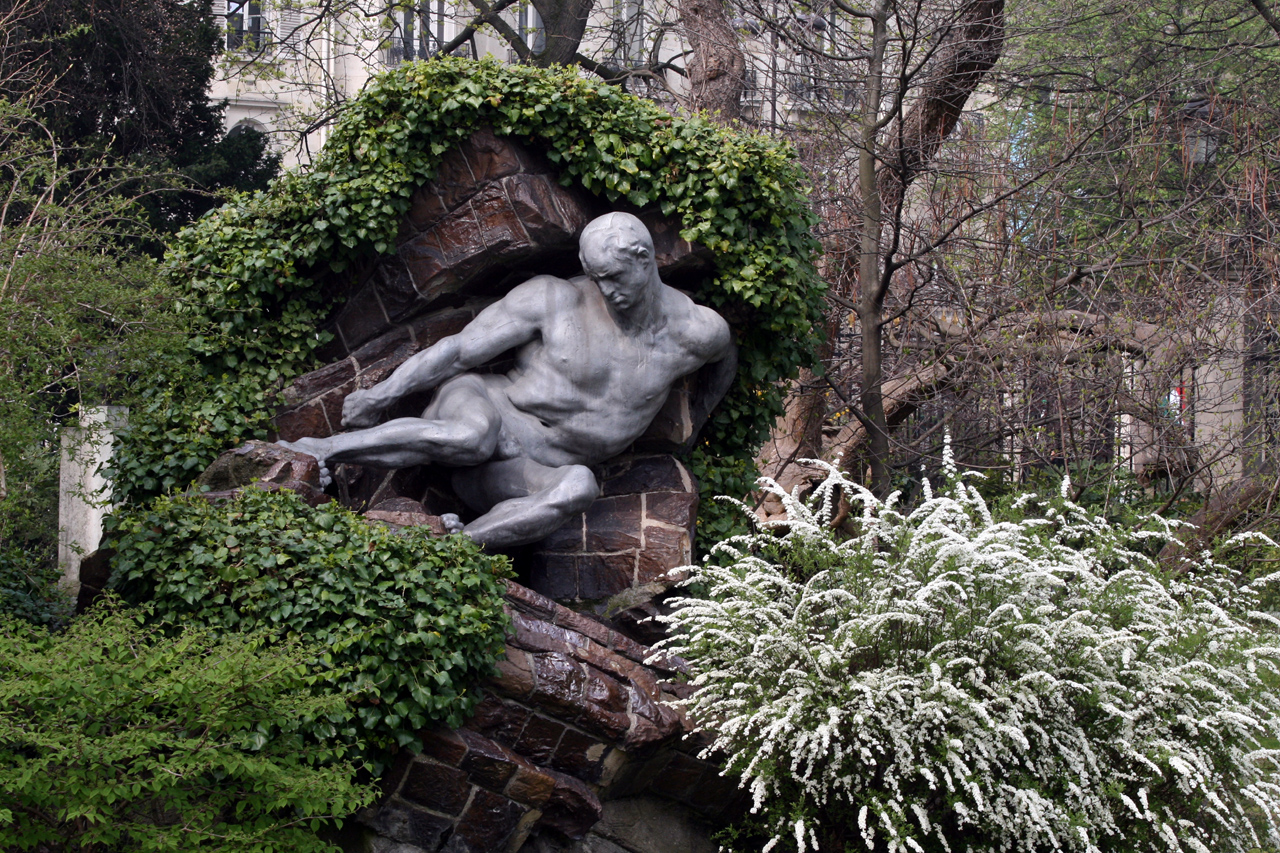
Pierre Roche, l'Effort (vers 1900), Paris, jardin du Luxembourg.

### L'Art Nouveau
L'extrême fin du siècle coïncide avec l'apparition de l'Art nouveau dont les principales expressions en sculpture sont dues aux artistes Raoul Larche, Agathon Léonard François-Rupert Carabin, Maurice Bouval Auguste Seysses ou Hector Lemaire.

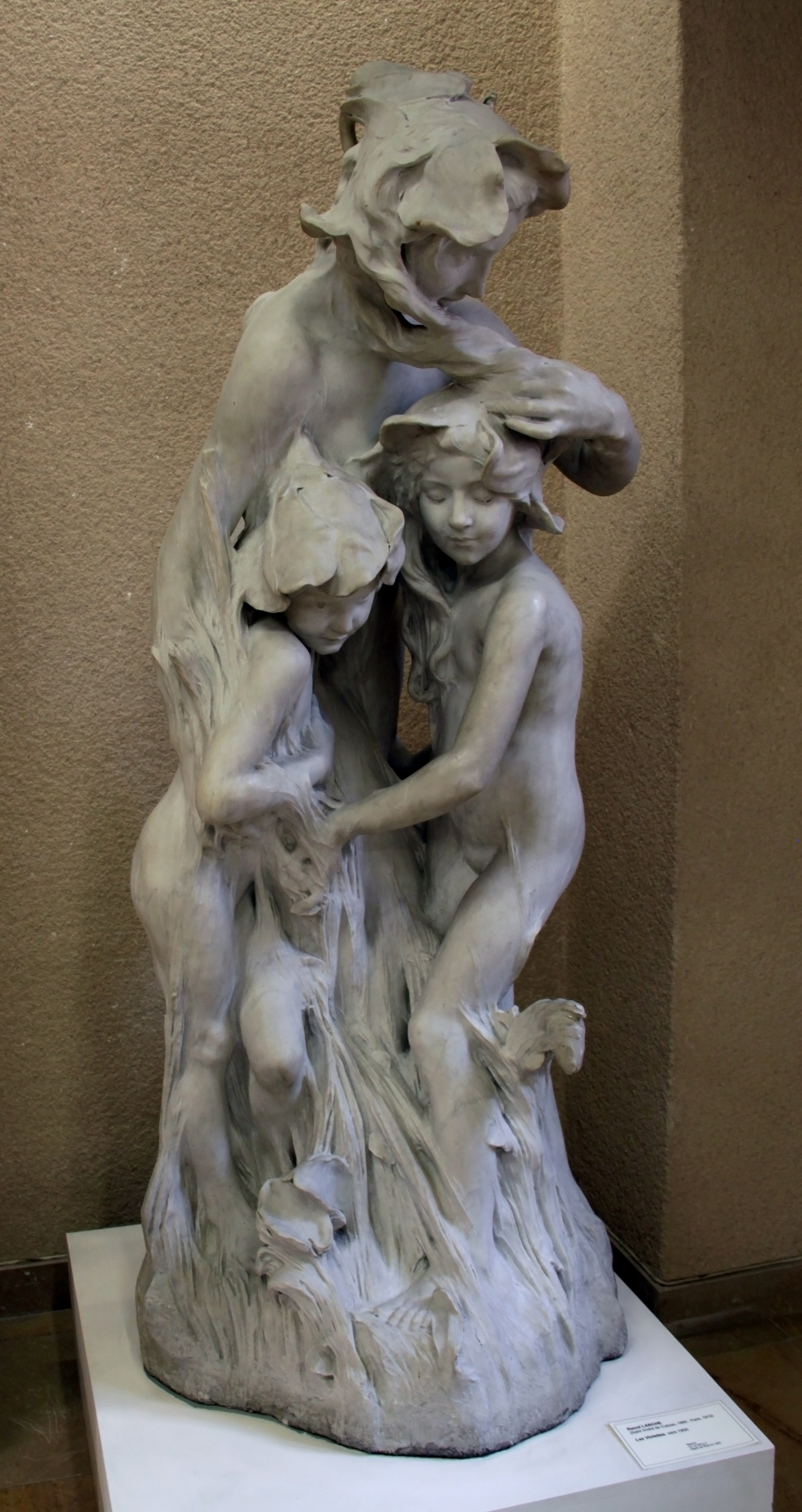
Raoul Larche, Les Violettes, Vesoul, musée Jean-Léon Gérôme.
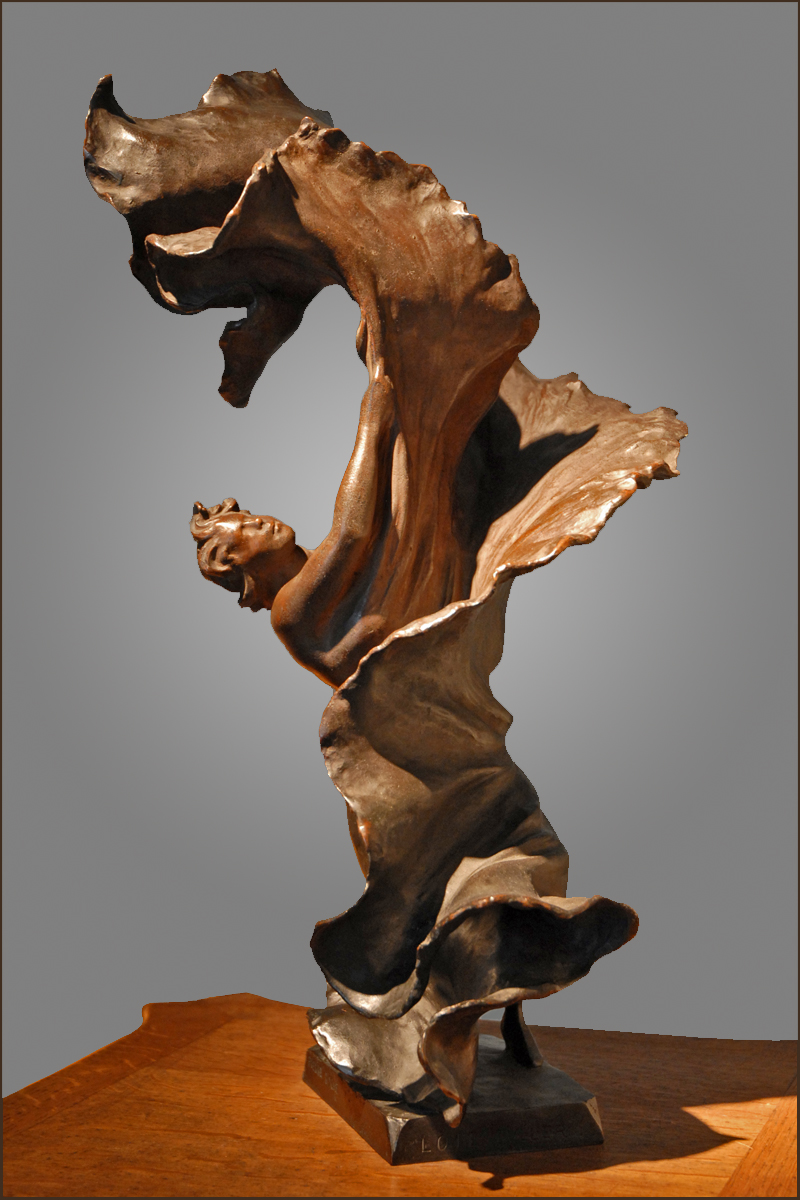
Pierre Roche, Loie Fuller (vers 1901),  musée des arts décoratifs de Paris.
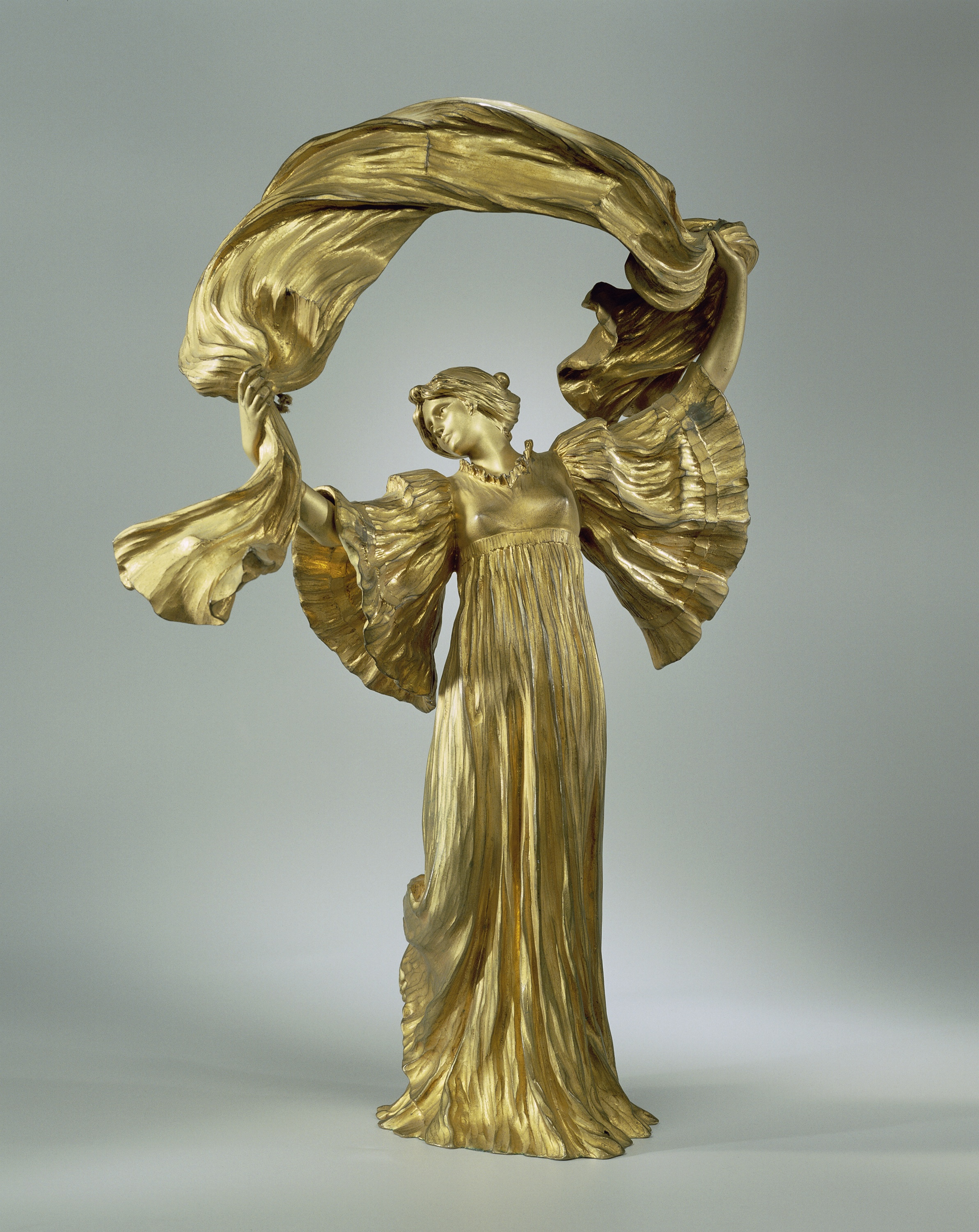
Agathon Léonard, Danseuse au foulard (vers 1900), Rijksmuseum Amsterdam.
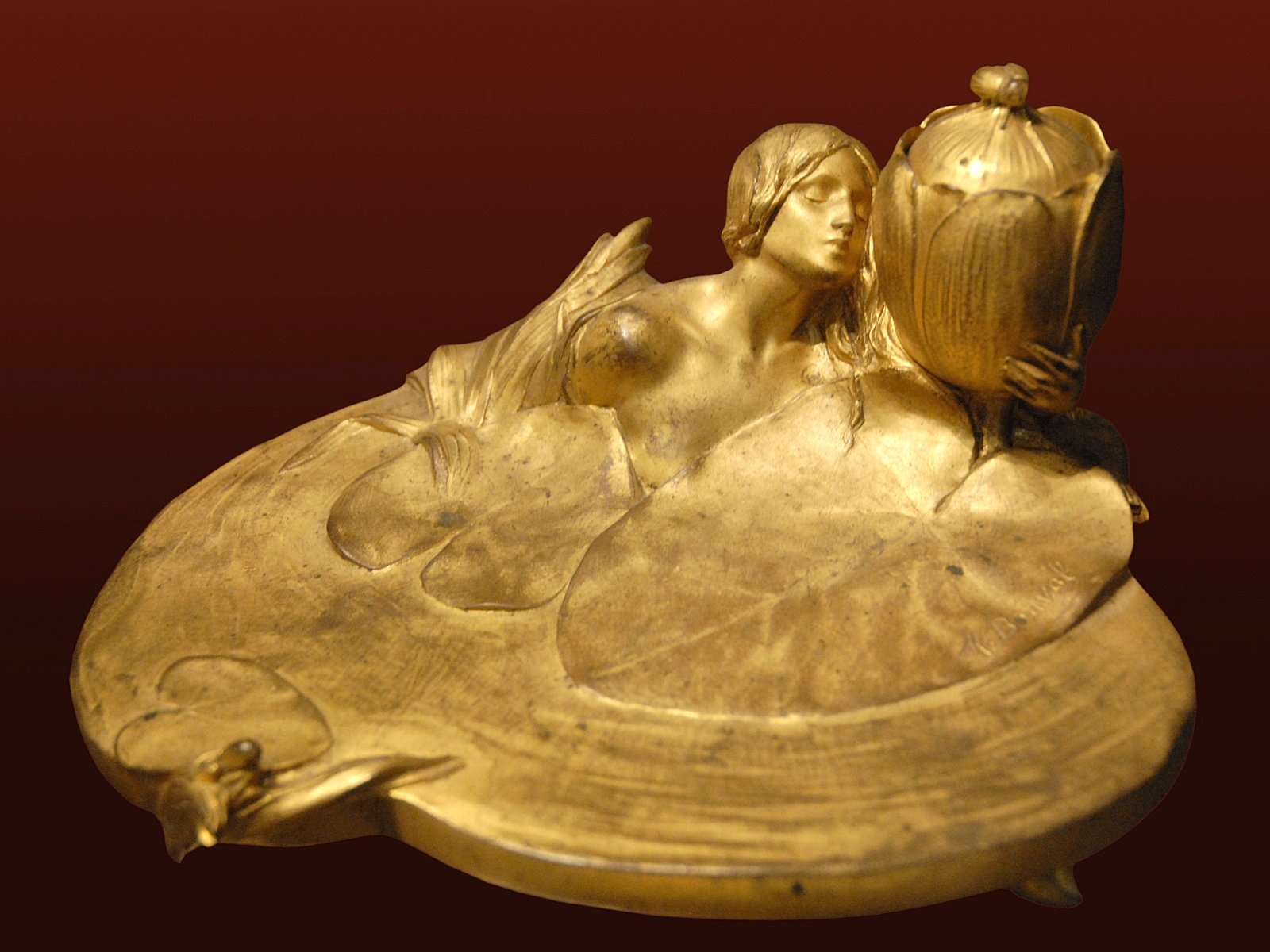
Maurice Bouval, Encrier, musée d'Orsay.
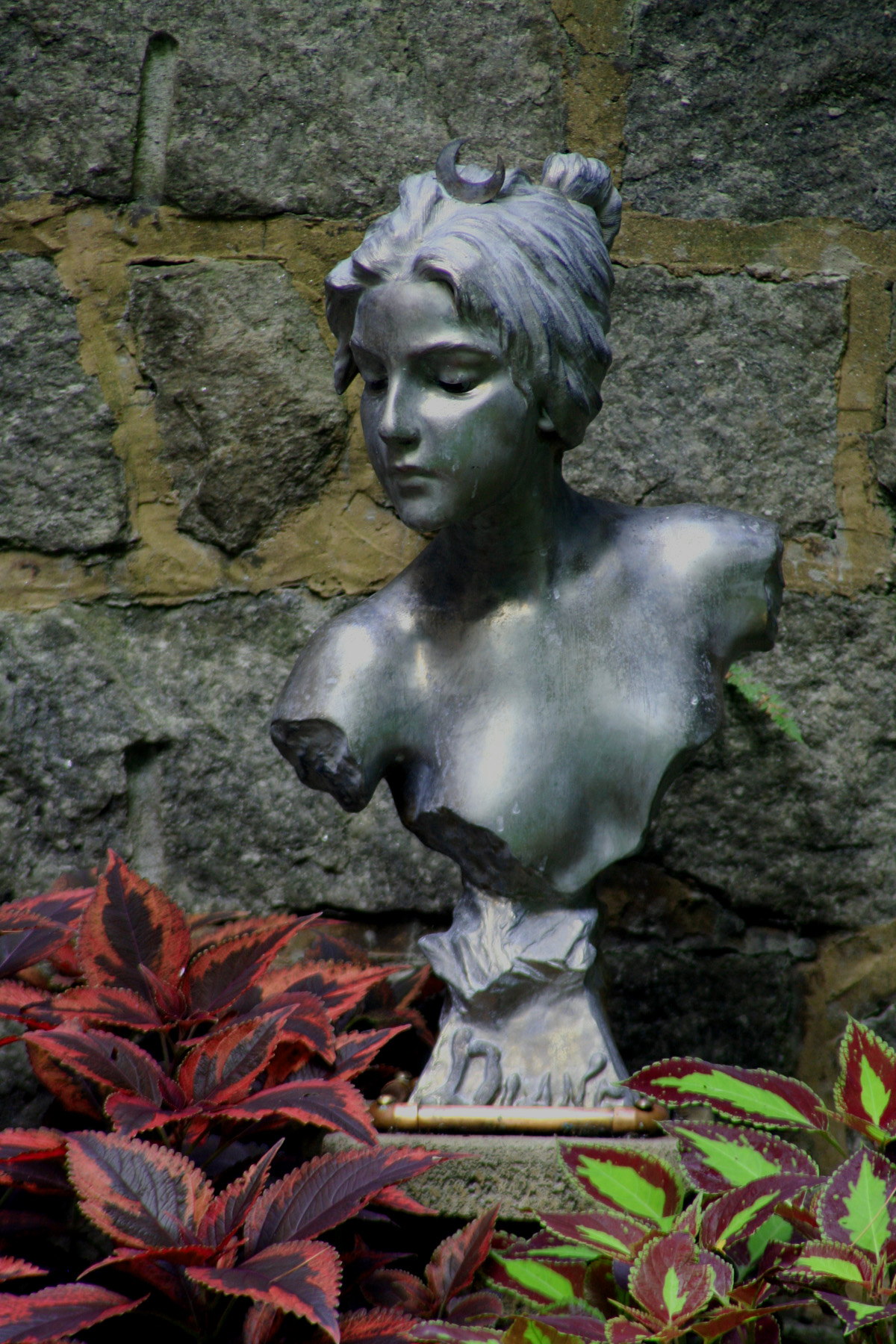
Emmanuel Villanis, Diane.
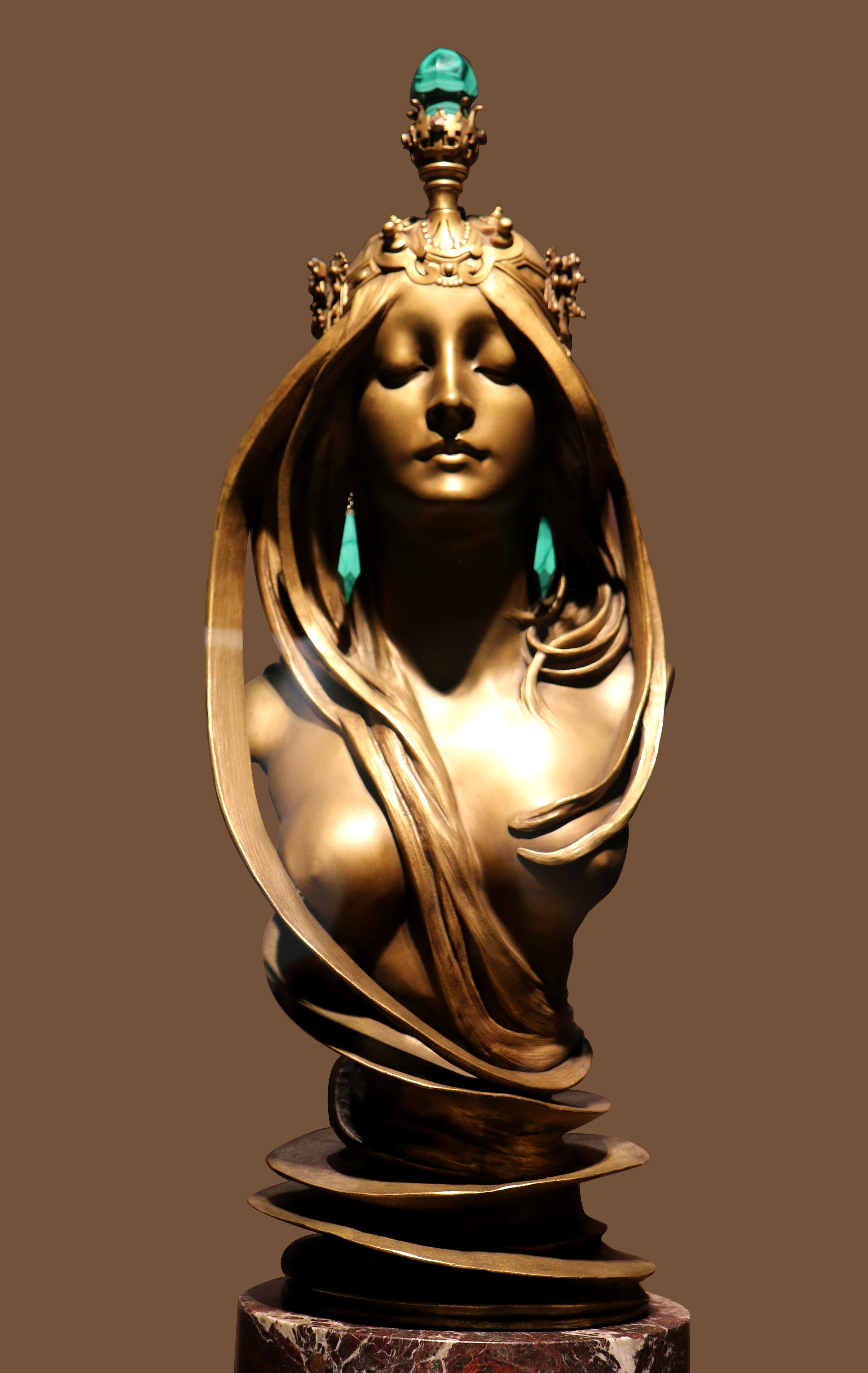
Auguste Seysses et Alphonse Mucha la Nature.

### La sculpture moderne
Auguste Rodin, sculpteur ayant abordé le néo-baroque, le symbolisme et le réalisme, est considéré comme l'inventeur de la sculpture moderne. Avec son Monument à Balzac il expose son manifeste de la modernité en sculpture et provoque un scandale lors de sa présentation publique. Ses disciples Camille Claudel, et Antoine Bourdelle assurent la transition vers le XXe siècle.

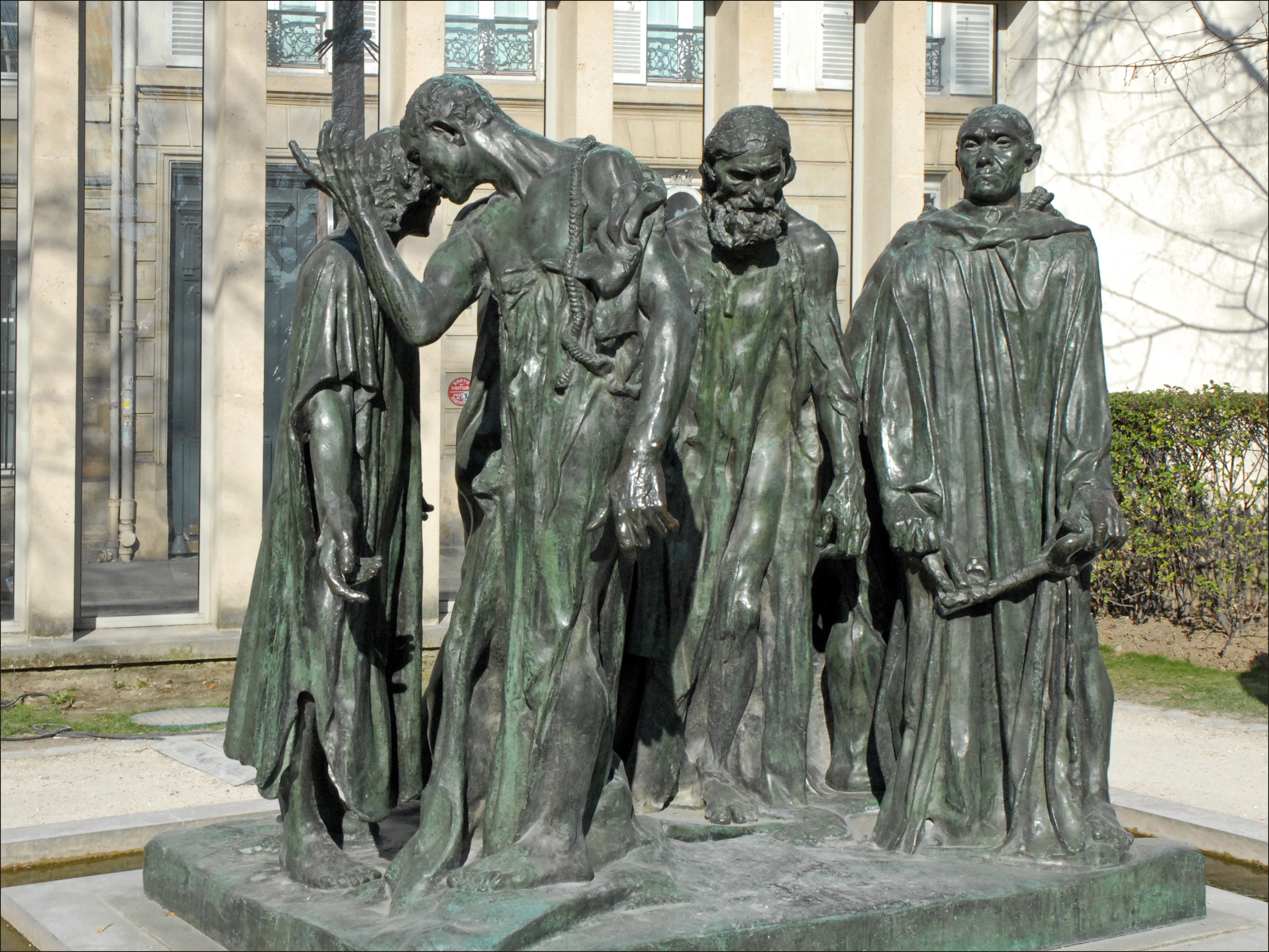
Auguste Rodin, Les Bourgeois de Calais (1889), Paris, musée Rodin.
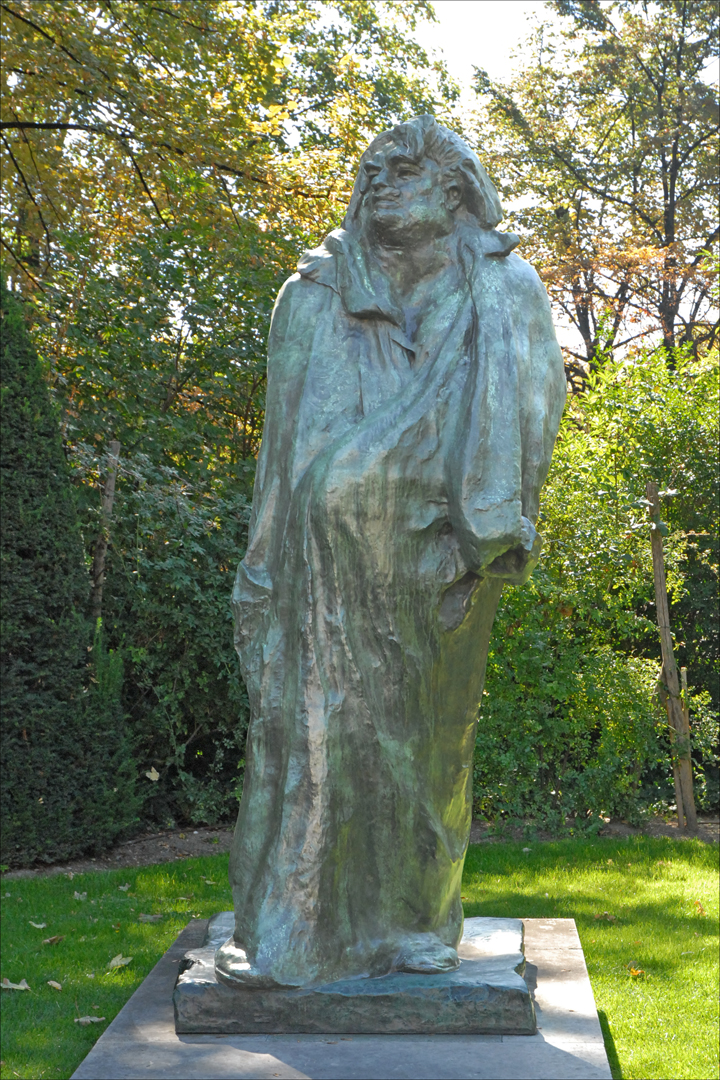
Auguste Rodin, Monument à Balzac (1898), Paris, musée Rodin.
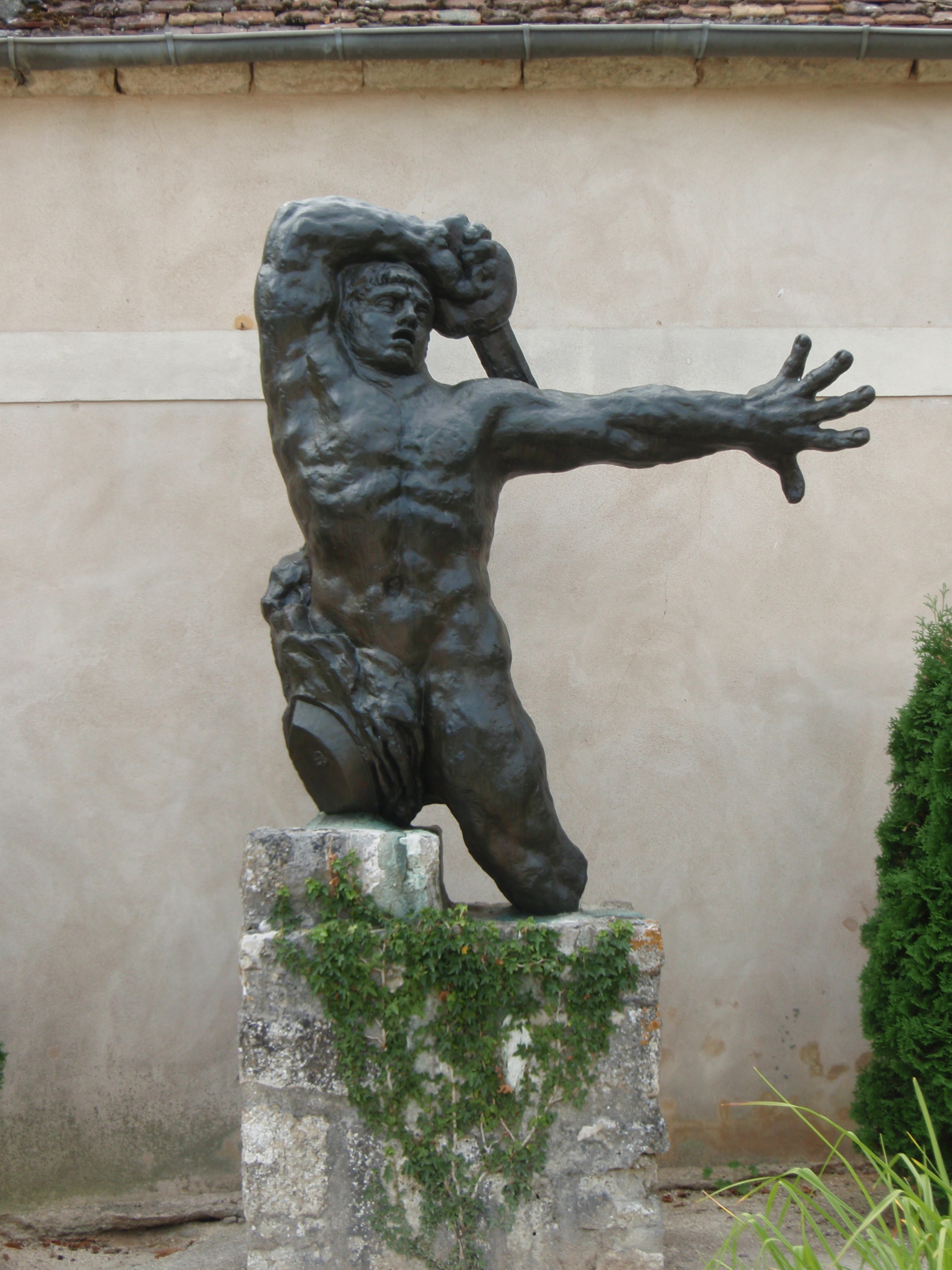
Antoine Bourdelle Grand guerrier de Montauban (1898-1900), musée-jardin départemental Bourdelle d'Égreville.
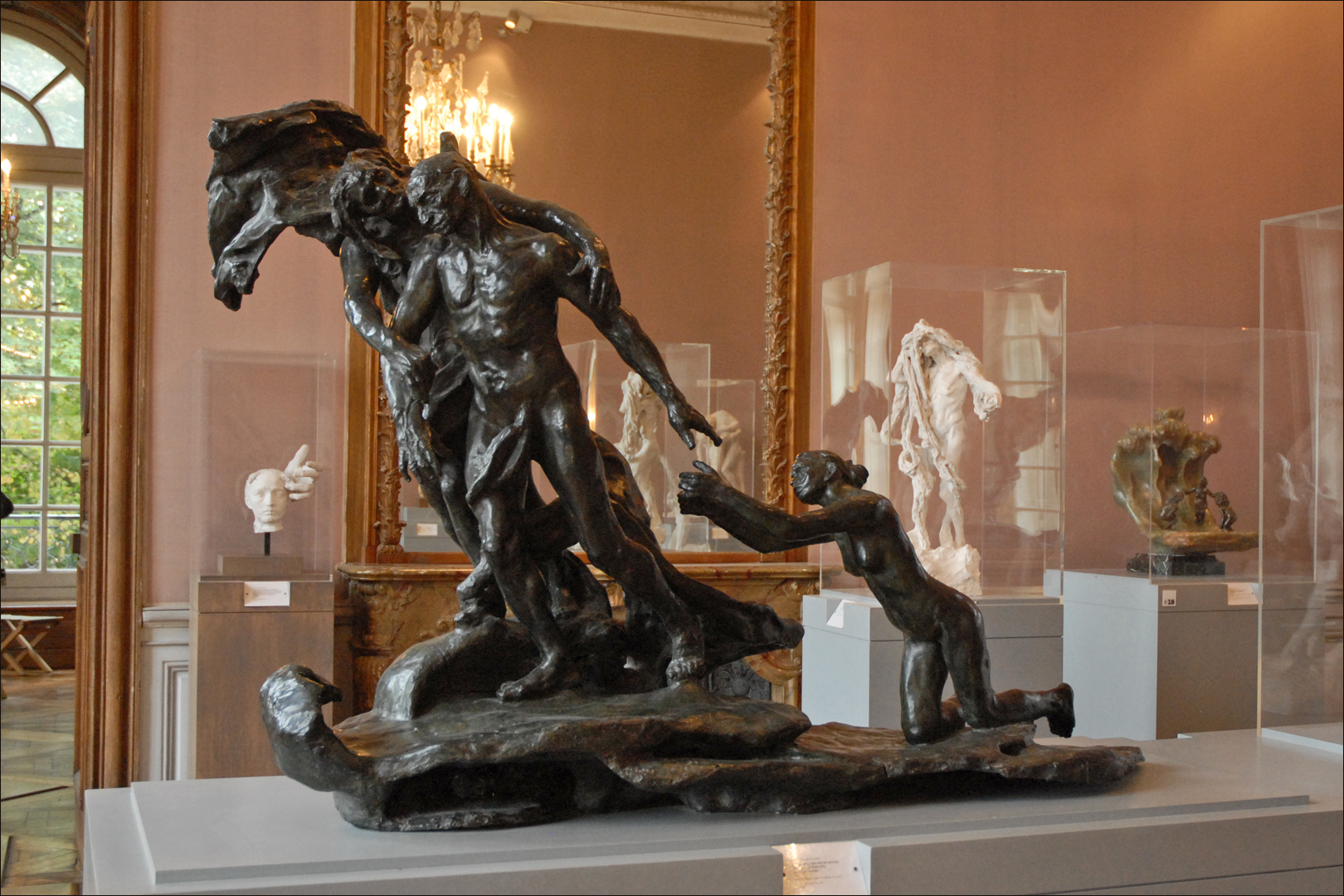
Camille Claudel, L'Âge mur (1899), Paris, musée Rodin.

## Thèmes et genres

### Sculpture animalière
La vogue de la sculpture animalière connaît un succès sans précédent en France au XIXe siècle, aussi bien dans la statuaire monumentale que dans les bronzes animaliers. Le genre se développe avec le romantisme, à travers les créations d'Antoine-Louis Barye, surnommé le « Michel-Ange de la ménagerie ». Ses œuvres sont réparties entre des monuments en pierre comme les deux Grands lions assis du jardin des Tuileries, et les bronzes de tailles réduites. Autre représentant du romantisme animalier, Auguste Cain auteur d'un groupe monumental Lion et lionne se disputant un sanglier au jardin des Tuileries.
Dans une veine réaliste, Emmanuel Frémiet est l'auteur de plusieurs sculptures notables dont l'Éléphant pris au piège du musée d'Orsay, et Gorille enlevant une femme dont une première version fit scandale et fut refusée par le jury du Salon de 1859, pour offense aux bonnes mœurs.

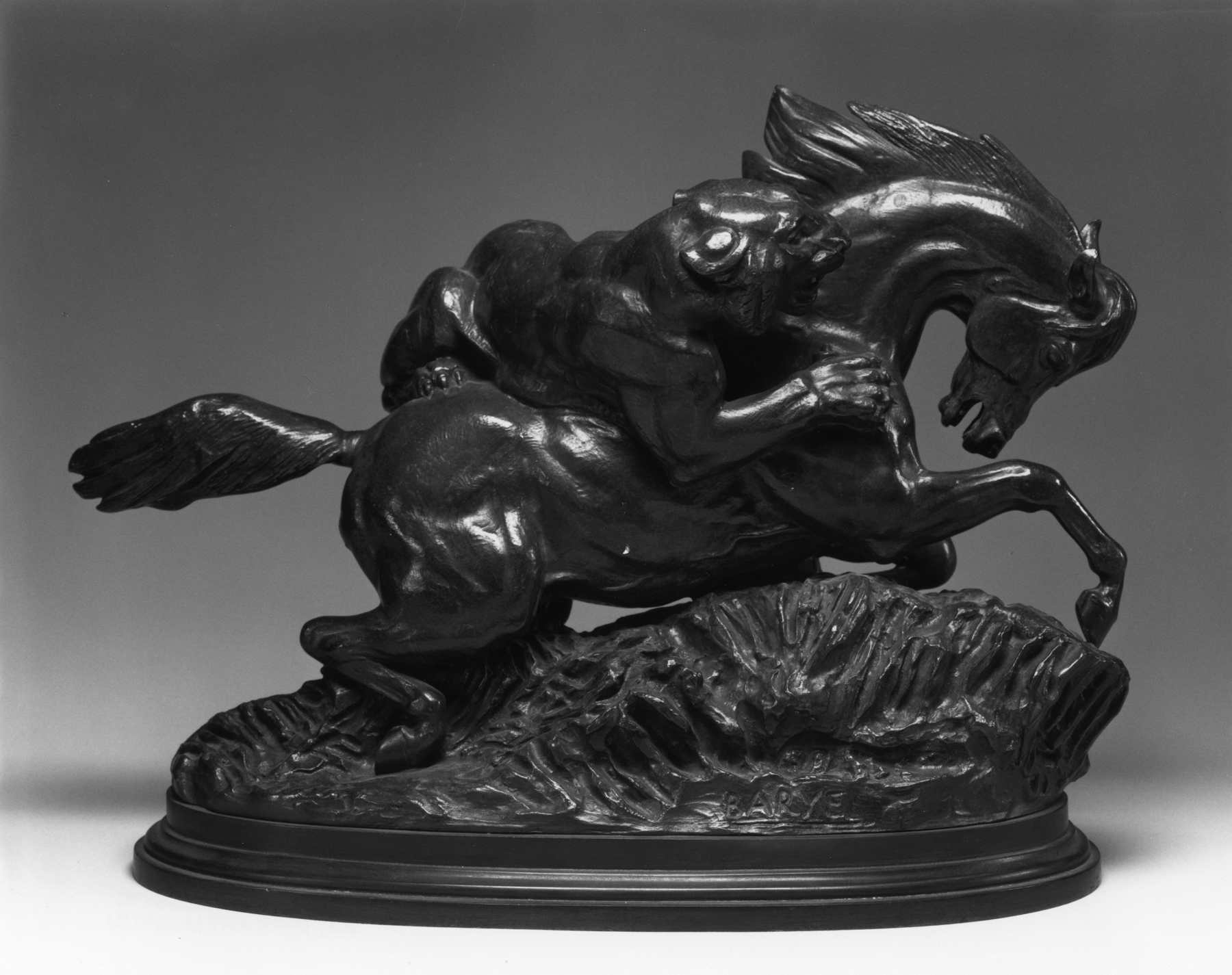
Antoine-Louis Barye, Tigre attaquant un cheval bronze, Baltimore, Walters Art Museum.
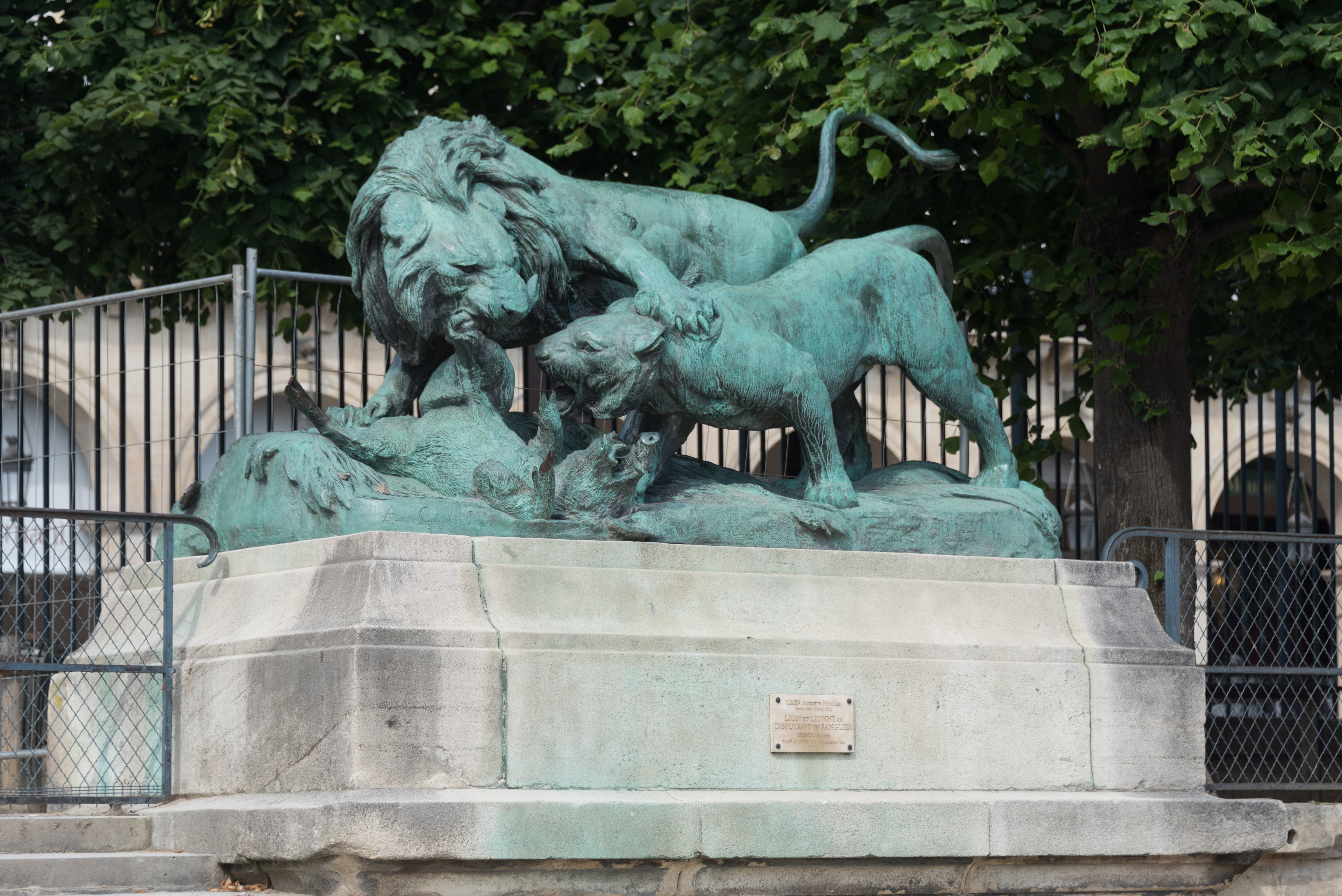
Auguste Cain, Lion et lionne se disputant un sanglier (1855, bronze de 1882), Paris, jardin des Tuileries.
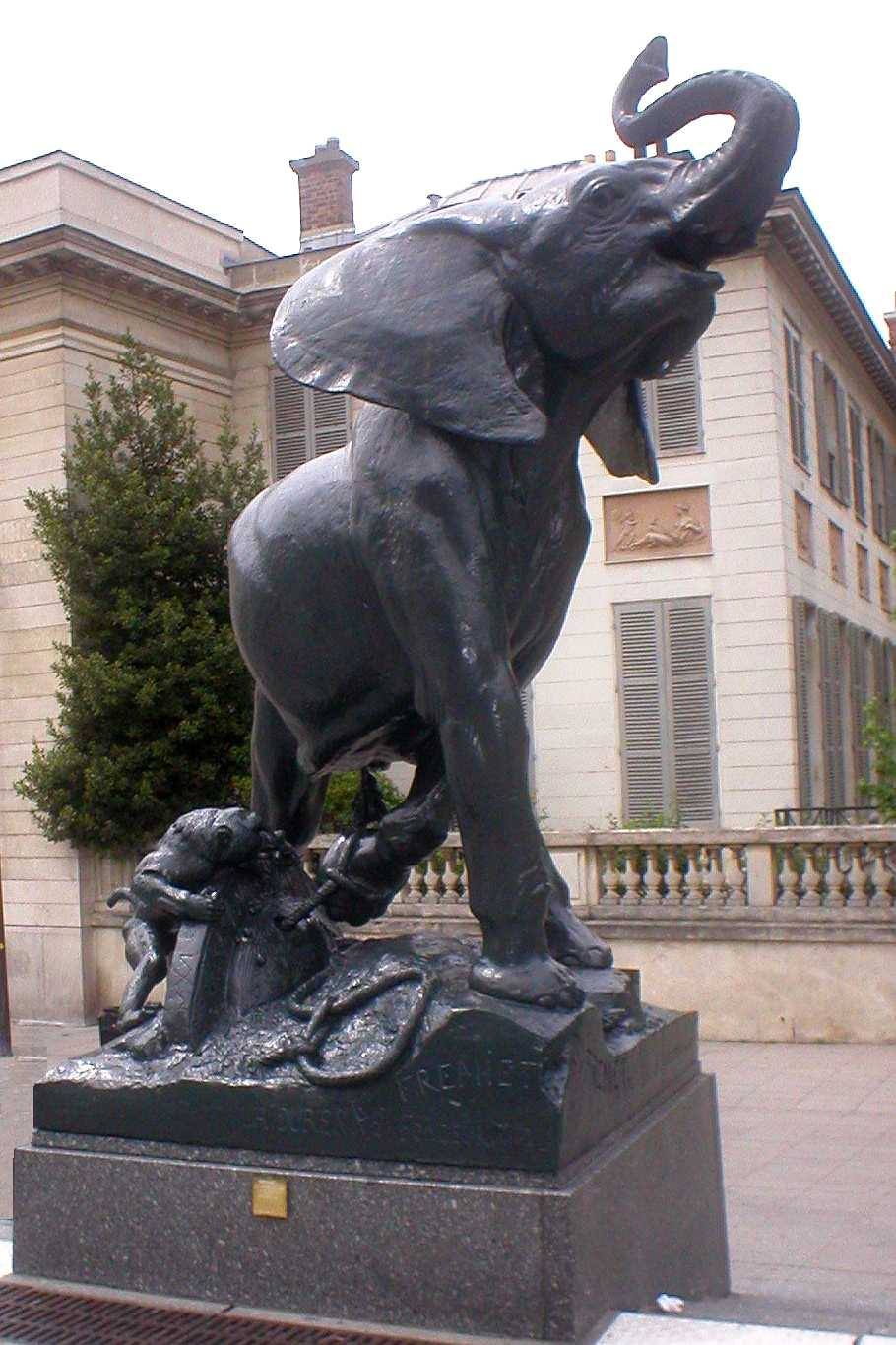
Emmanuel Frémiet, Éléphant pris au piège (1878), Paris, musée d'Orsay.
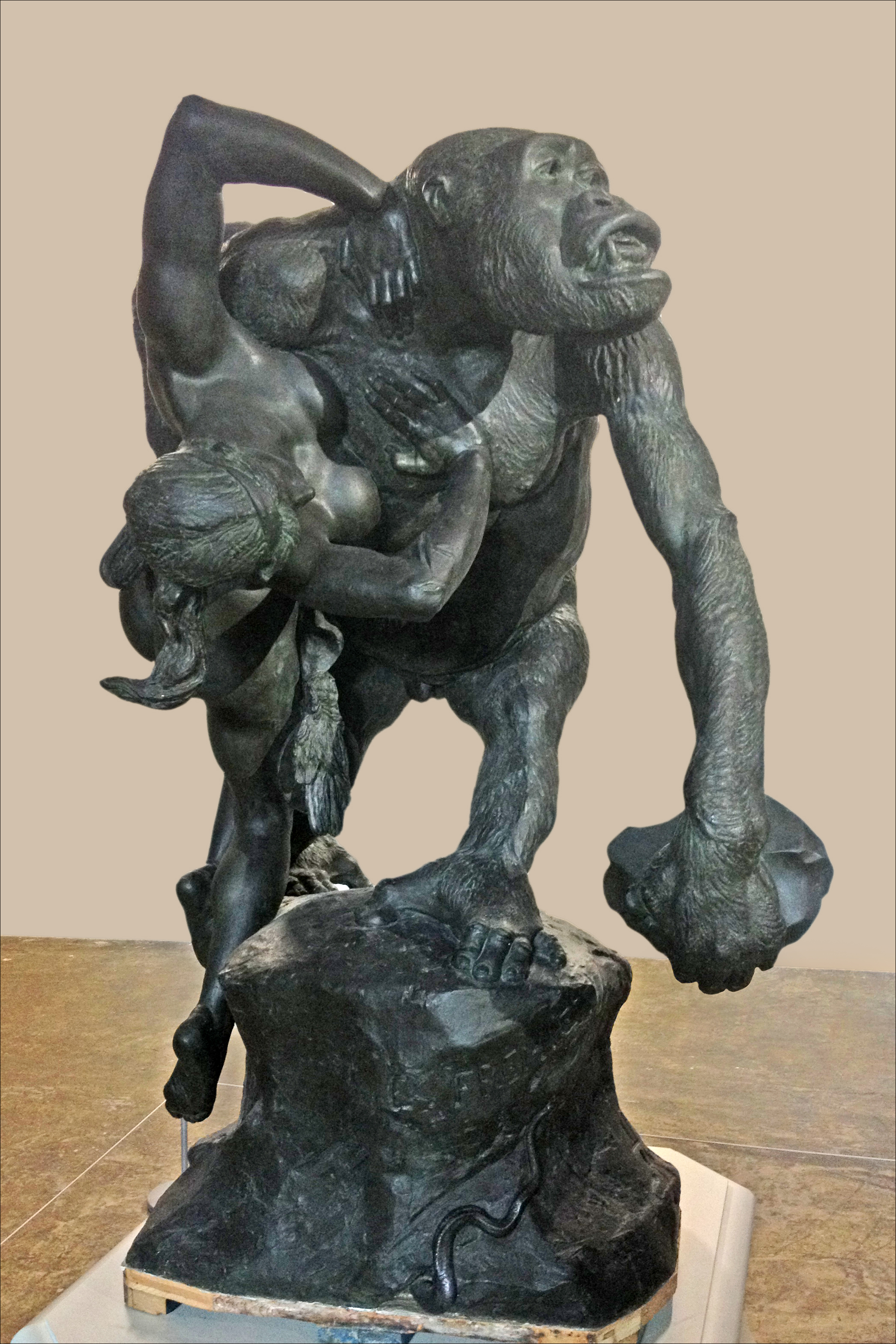
Emmanuel Frémiet, Gorille enlevant une femme (1887), Paris, palais de Tokyo.

### Sculpture funéraire
La sculpture funéraire se situe dans le cadre des monuments publics ; il y a en fait peu de différence entre une statue funéraire d'un grand homme et son équivalent sous forme de monument public. Les sculpteurs français du XIXe siècle parmi les plus célèbres, comme David d'Angers, Auguste Préault, ou Jules Dalou, sont représentés dans la plupart des cimetières français, dont celui du Père-Lachaise constitue l'exemple le plus représentatif. Dans ce seul cimetière parisien figurent des chefs-d'œuvre comme le gisant de Victor Noir par Dalou représentant le journaliste tué par Pierre-Napoléon Bonaparte, la tombe de Roblès et son haut-relief intitulé Le Silence d'Augustin Préault, la tombe du peintre Géricault par Antoine Étex dont le piédestal représente les œuvres célèbres en bas-relief, celle de Frédéric Chopin par Clésinger ou encore l'imposant monument aux morts d'Albert Bartholomé. La plupart de ces sculptures résultant de souscriptions.
En dehors des cimetières, certaines sculptures funéraires ornent des tombes privées dans des chapelles ou des propriétés ou dans des lieux de cultes, comme les victoires ailées sculptées par James Pradier qui entourent la tombe de Napoléon Ier sous le dôme des Invalides, ou les statues du roi Louis-Philippe Ier et de la reine Marie-Amélie sculptées par Antonin Mercié en 1886 pour leur tombeau dans la chapelle royale de Dreux.

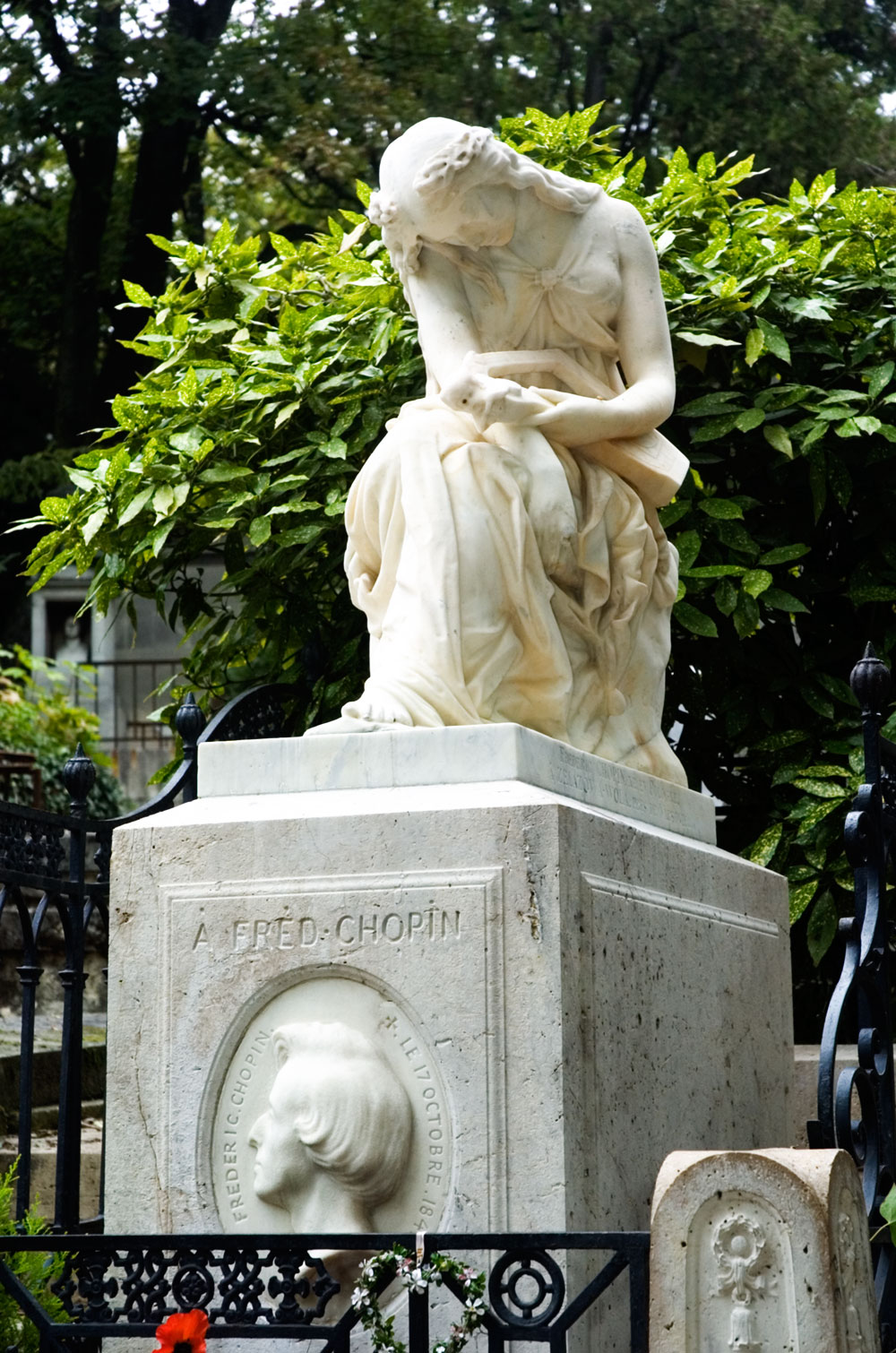
Auguste Clésinger, La Musique en pleurs ornant la tombe de Frédéric Chopin (1850), Paris, cimetière du Père Lachaise.
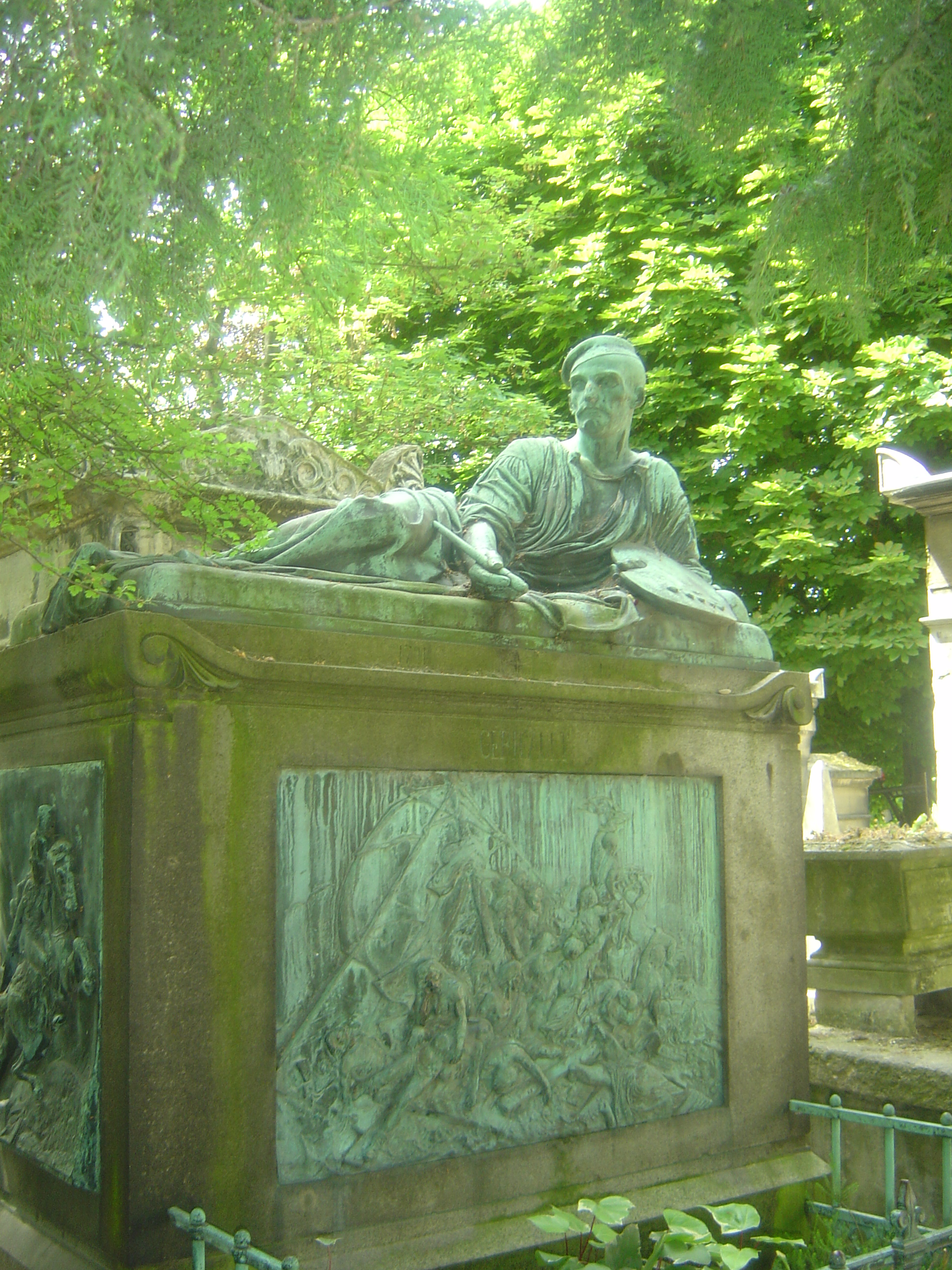
Antoine Étex, Tombe de Théodore Géricault (1840), Paris, cimetière du Père Lachaise.
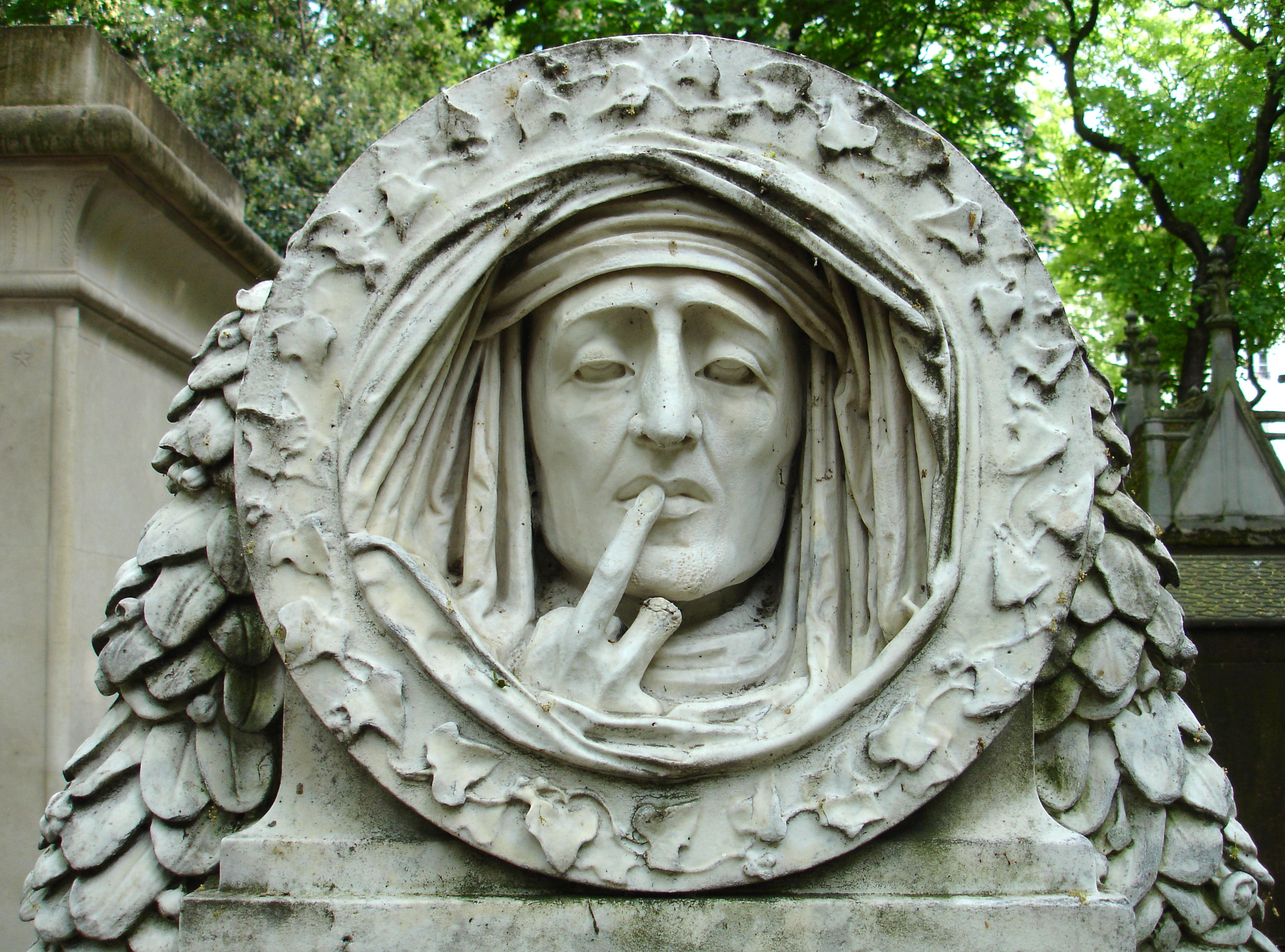
Auguste Préault, Le Silence (1842), Paris, cimetière du Père Lachaise.
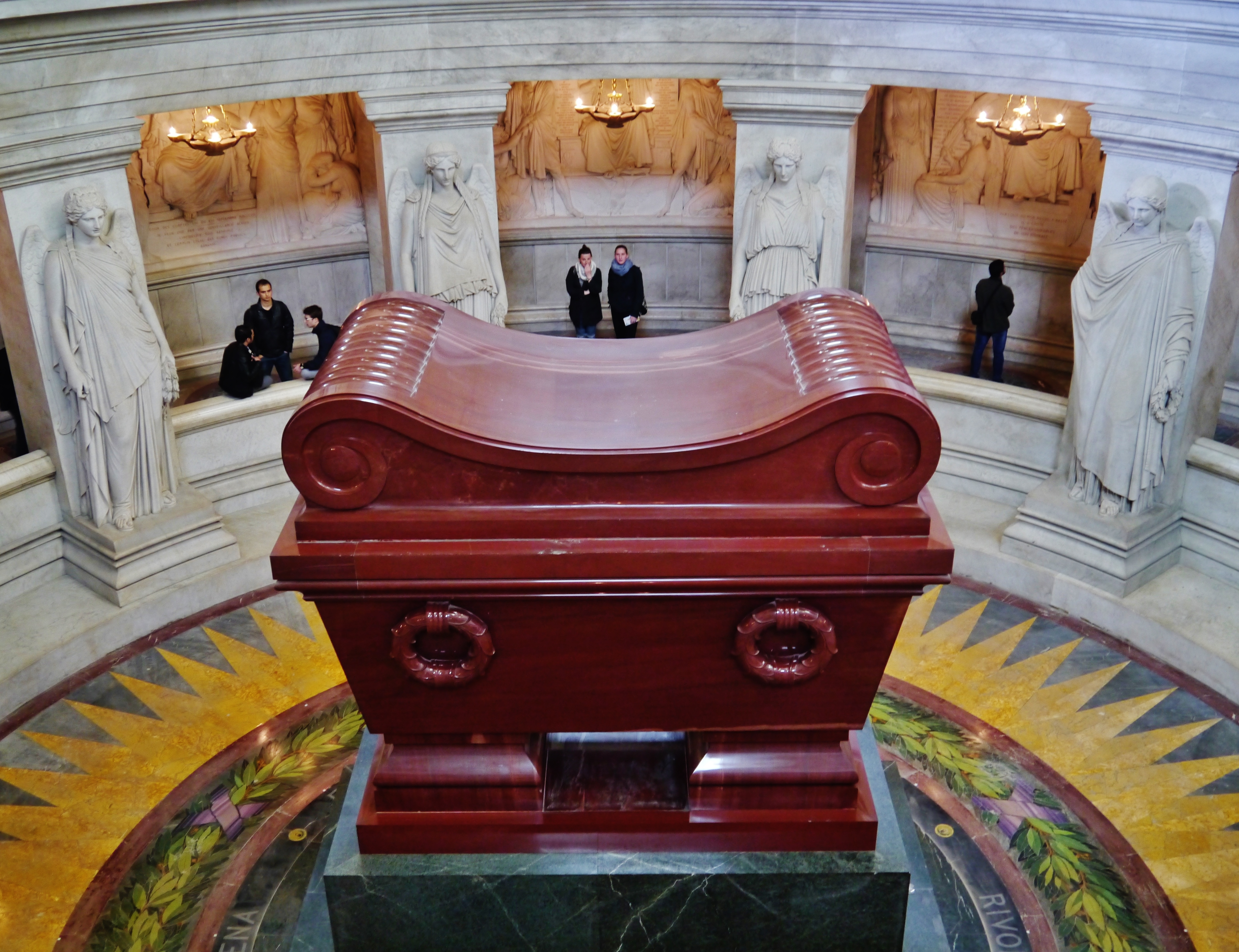
James Pradier, quatre victoires ailées du tombeau de Napoléon Ier (1861), Paris, hôtel des Invalides.
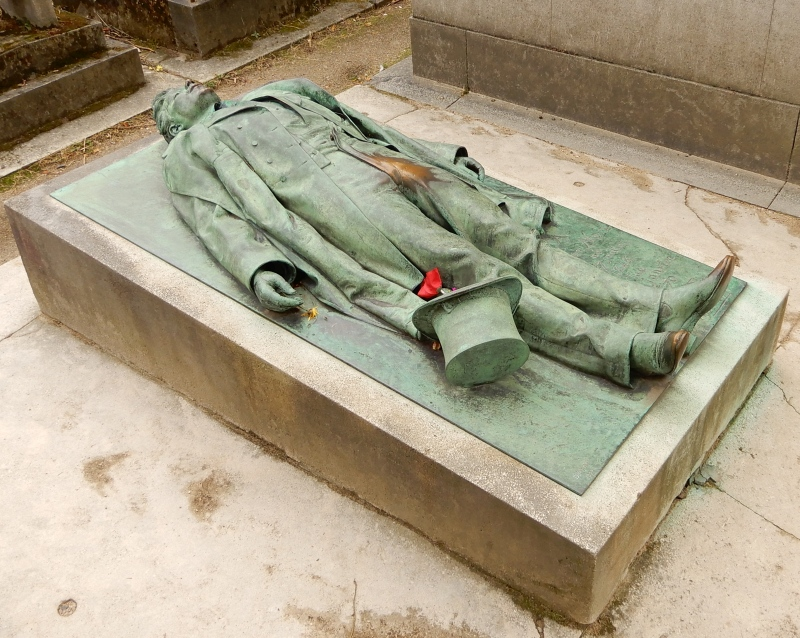
Jules Dalou, Gisant de Victor Noir (1890), Paris, cimetière du Père Lachaise.